# 토요타 어벤시스
토요타 어벤시스(Toyota Avensis)는 일본의 자동차 회사인 토요타가 생산, 판매했던 유럽 전략 중형 승용차이다. 하급 차종인 코롤라에 들어간 MC 플랫폼을 기반으로 제작되었으며, 생산은 영국 더비셔에 있는 TMUK(Toyota Motor Manufacturing UK Ltd.)의 바나스톤 공장에서 현지 생산되었다.

## 1세대

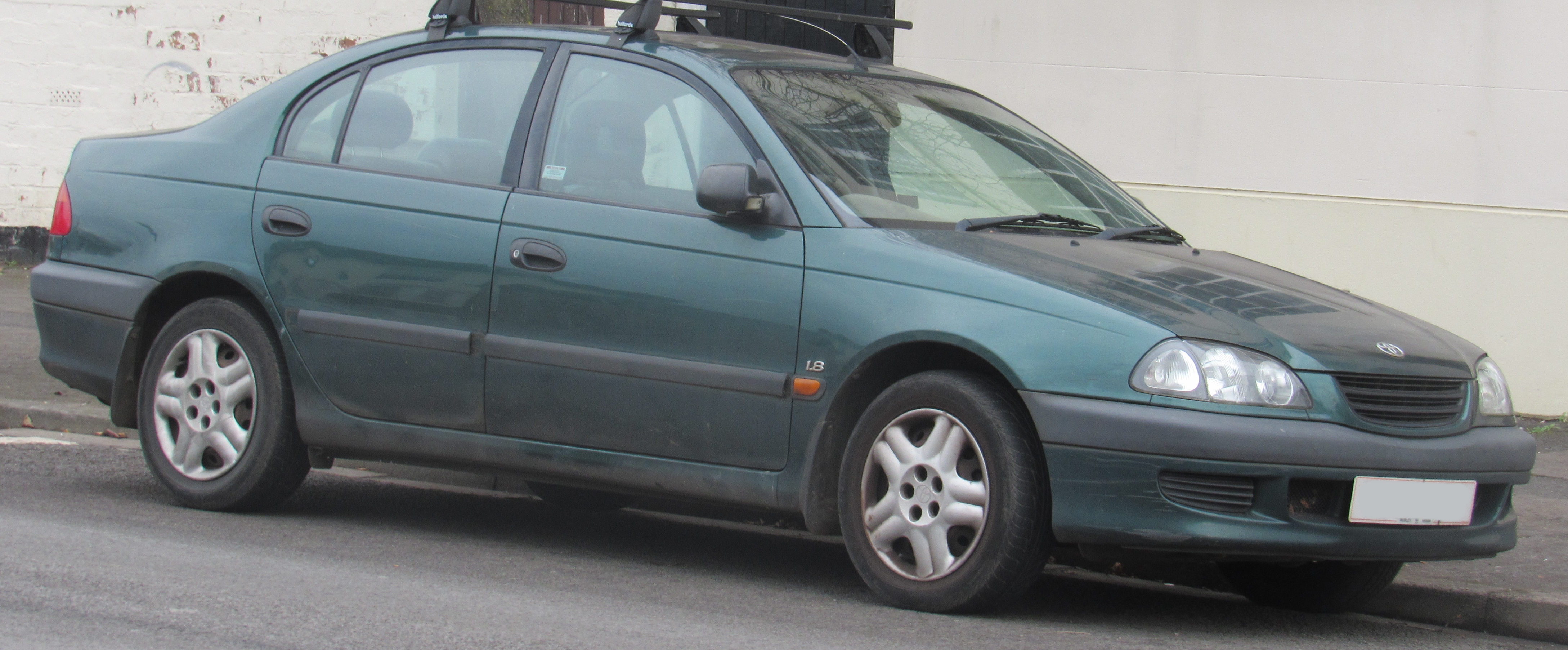
토요타 어벤시스(전기형 세단) 정측면

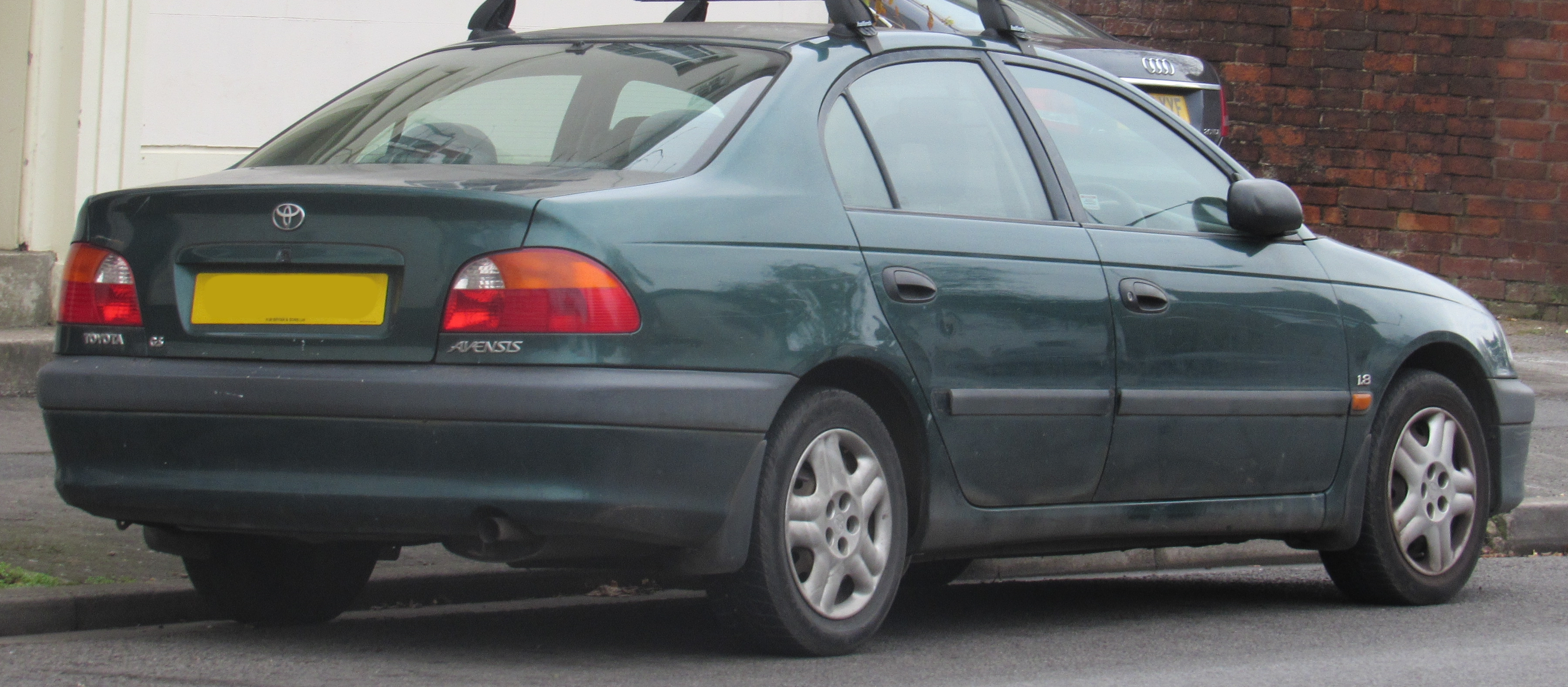
토요타 어벤시스(전기형 세단) 후측면

1997년 말에 코로나의 유럽 사양인 카리나 E의 후속 차종으로 출시되었다. 기존의 카리나 E를 대폭 개조하되, 엔진을 바꿈과 동시에 새로운 디자인이 적용되었다. 엔진은 1,600cc, 1,800cc와 2,000cc 가솔린 엔진과 2,000cc 디젤 터보 엔진이 제공되었고, 바디 타입은 T220이라는 코드네임을 가진 4도어 세단, 5도어 리프트백과 T210이라는 코드네임을 가진 스테이션 왜건으로 총 3가지 형태가 있었다. 변속기는 5단 수동과 4단 자동이 제공되었다. 스테이션 왜건 모델의 경우 일본에서는 2세대 칼디나로 판매되었다. 2000년 8월에 범퍼 외형을 바꾸고 전면에 토요타 엠블럼을 그릴 안으로 집어넣는 마이너 체인지를 감행하였다. 동시에 가솔린 엔진에 가변 밸브 타이밍(VVT)을 적용하고 전용 바디키트, 튜닝된 서스펜션을 갖춘 고성능 사양인 2.0L SR 트림이 추가되었으나, 판매가 부진하였다. 2001년에 소형 미니밴인 입섬의 유럽 사양으로 어벤시스 베르소가 파생 차종으로 출시되었다.

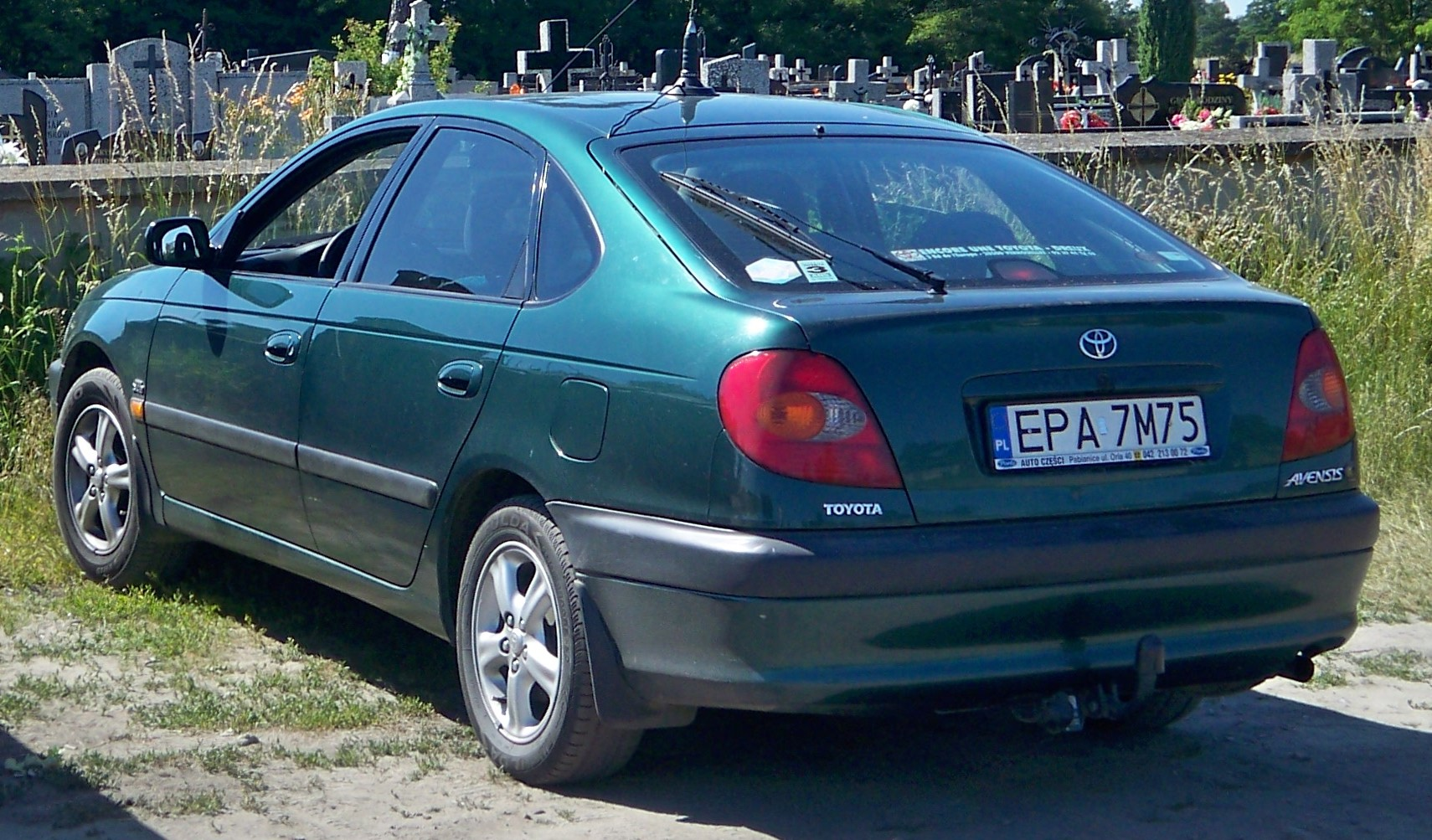
토요타 어벤시스(전기형 리프트백) 후측면
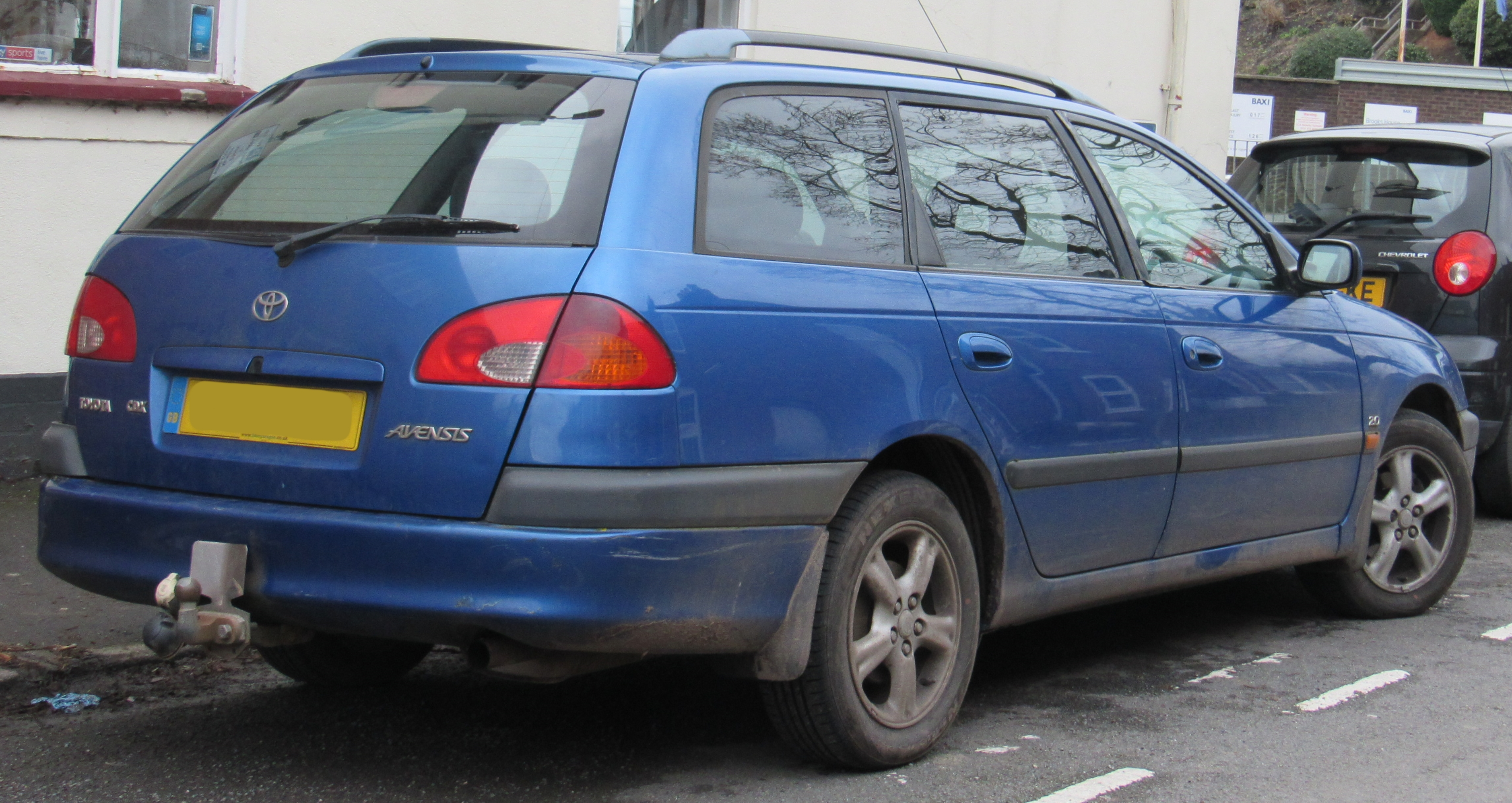
토요타 어벤시스(전기형 왜건) 후측면
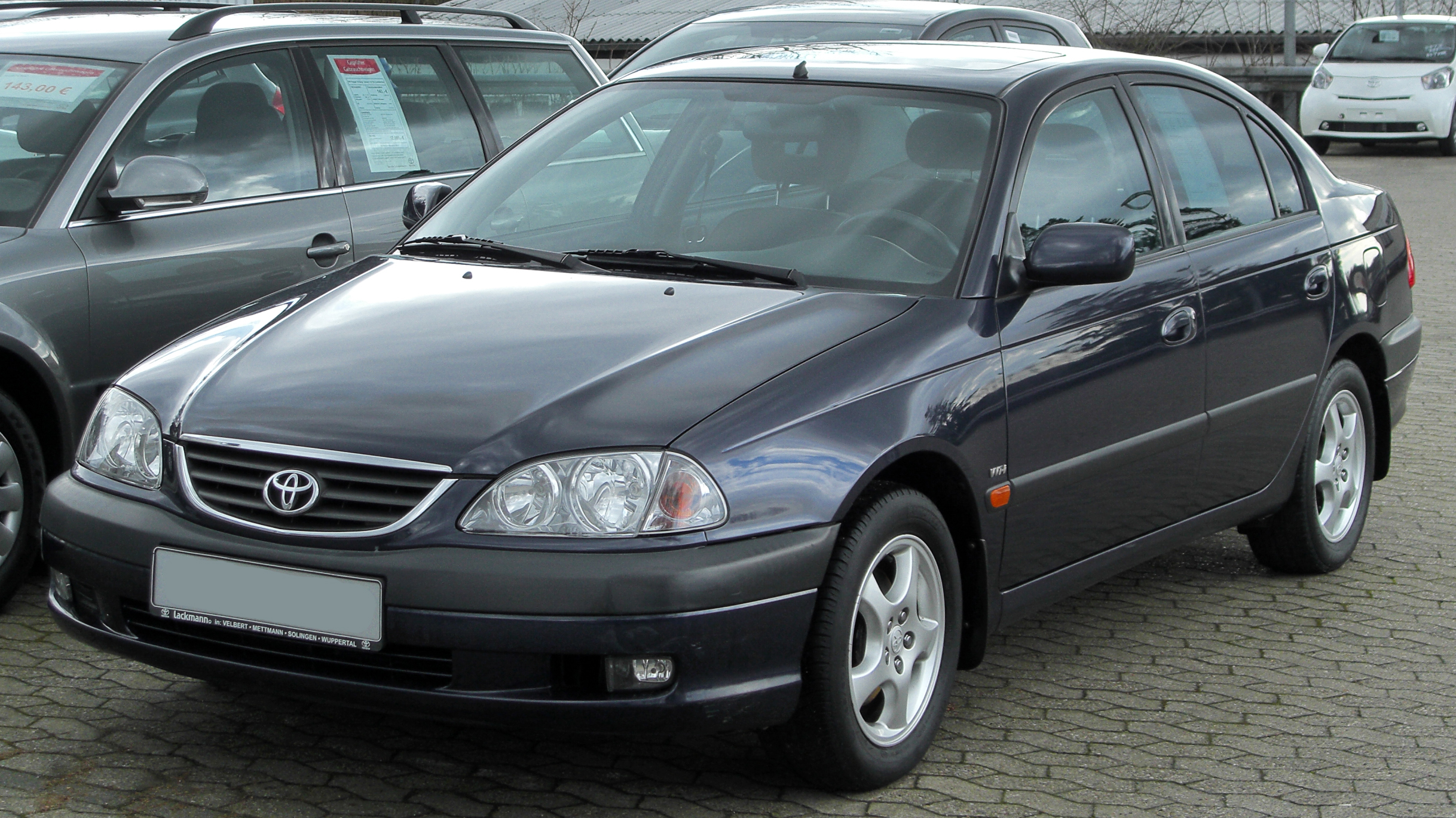
토요타 어벤시스(후기형 세단) 정측면
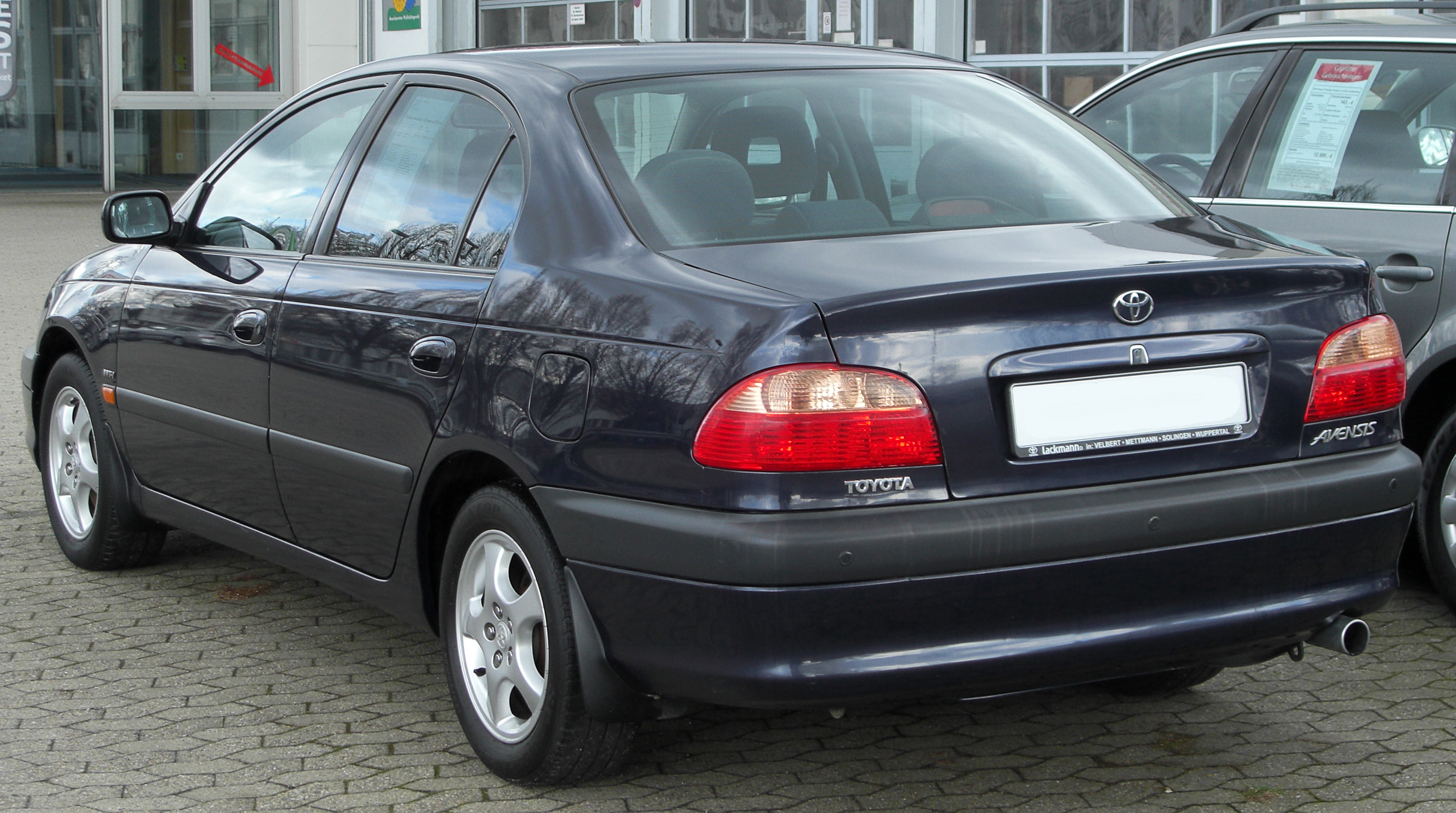
토요타 어벤시스(후기형 세단) 후측면
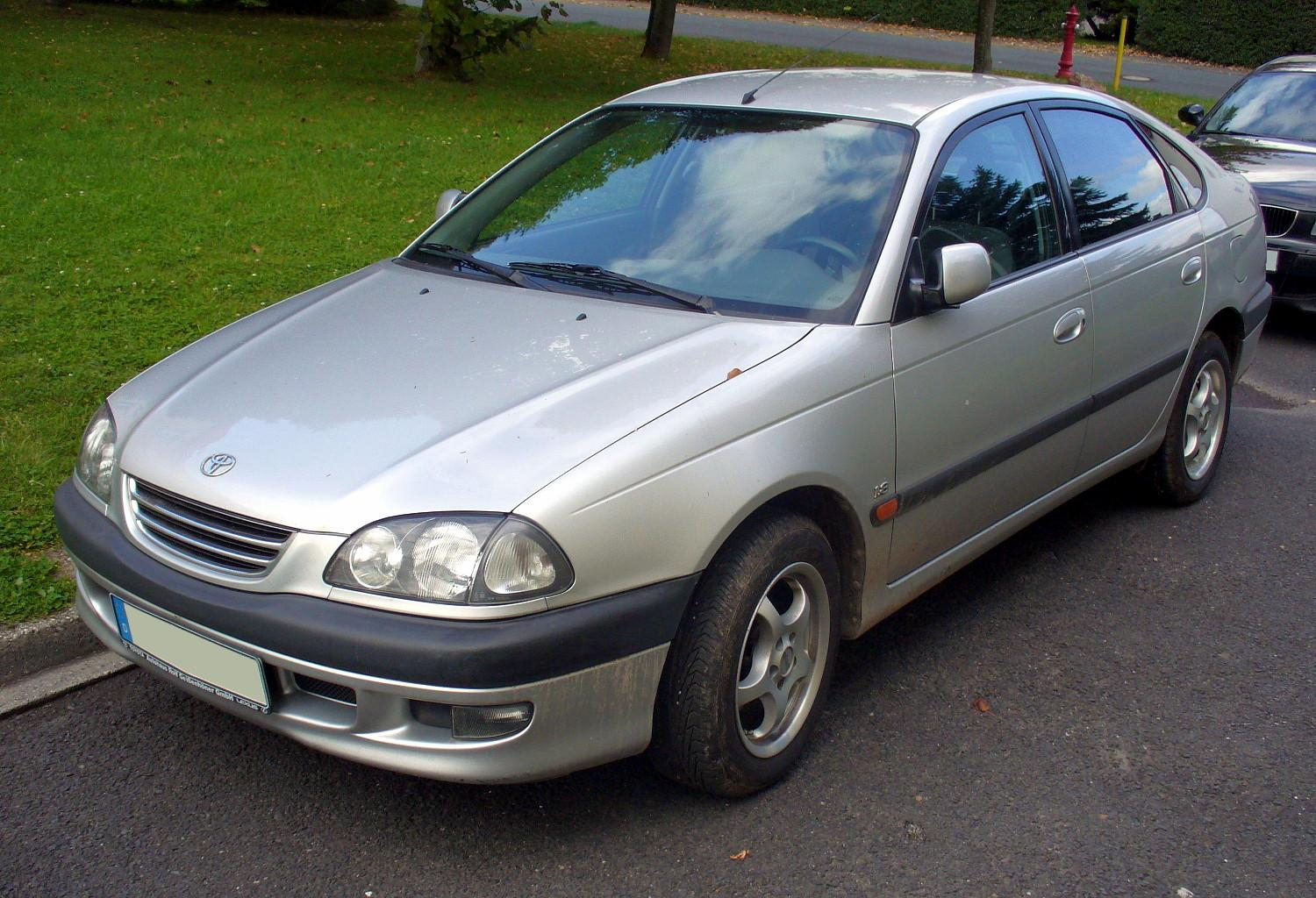
토요타 어벤시스(후기형 리프트백) 정측면
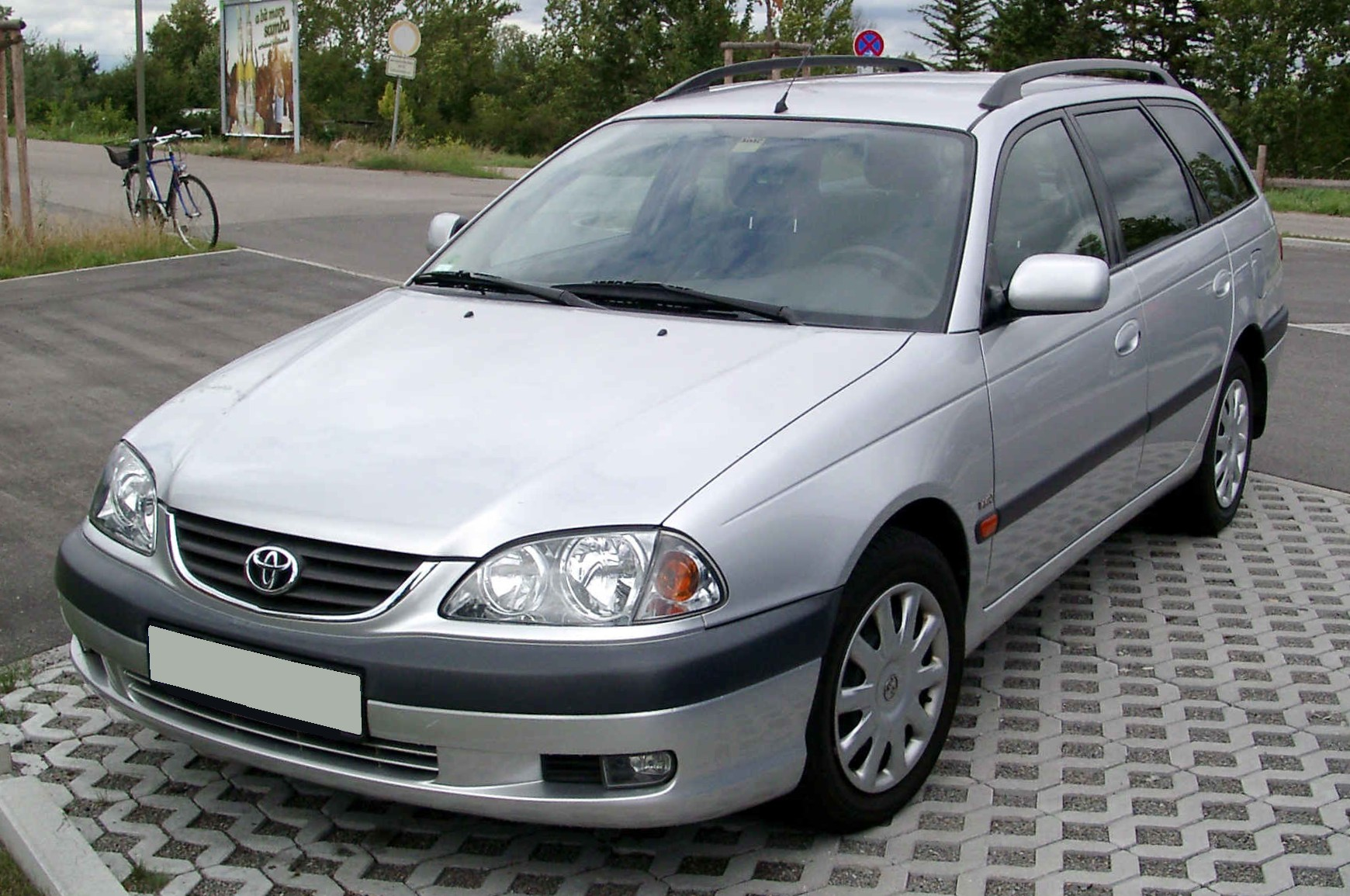
토요타 어벤시스(후기형 왜건) 정측면
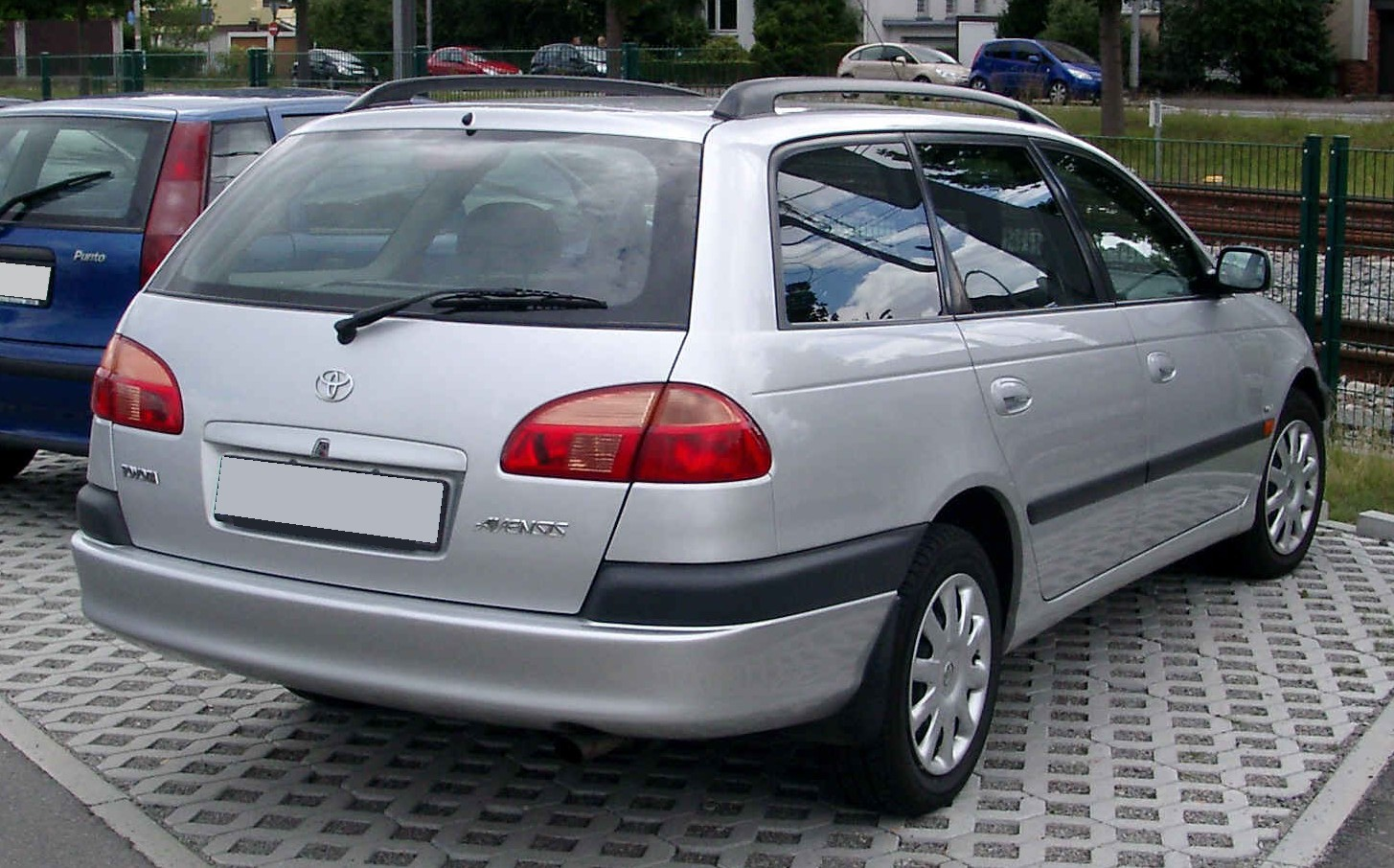
토요타 어벤시스(후기형 왜건) 후측면

## 2세대

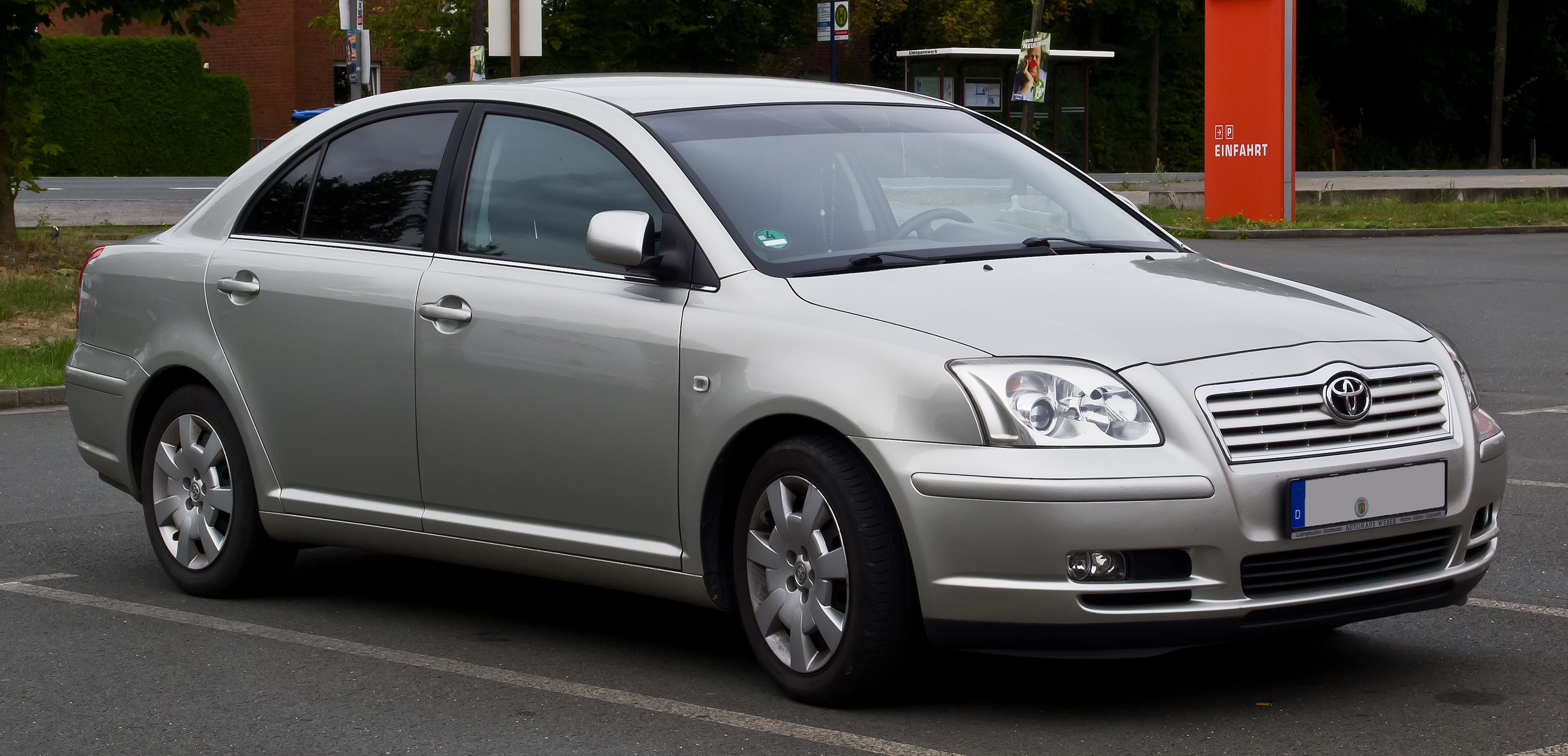
토요타 어벤시스(전기형 세단) 정측면

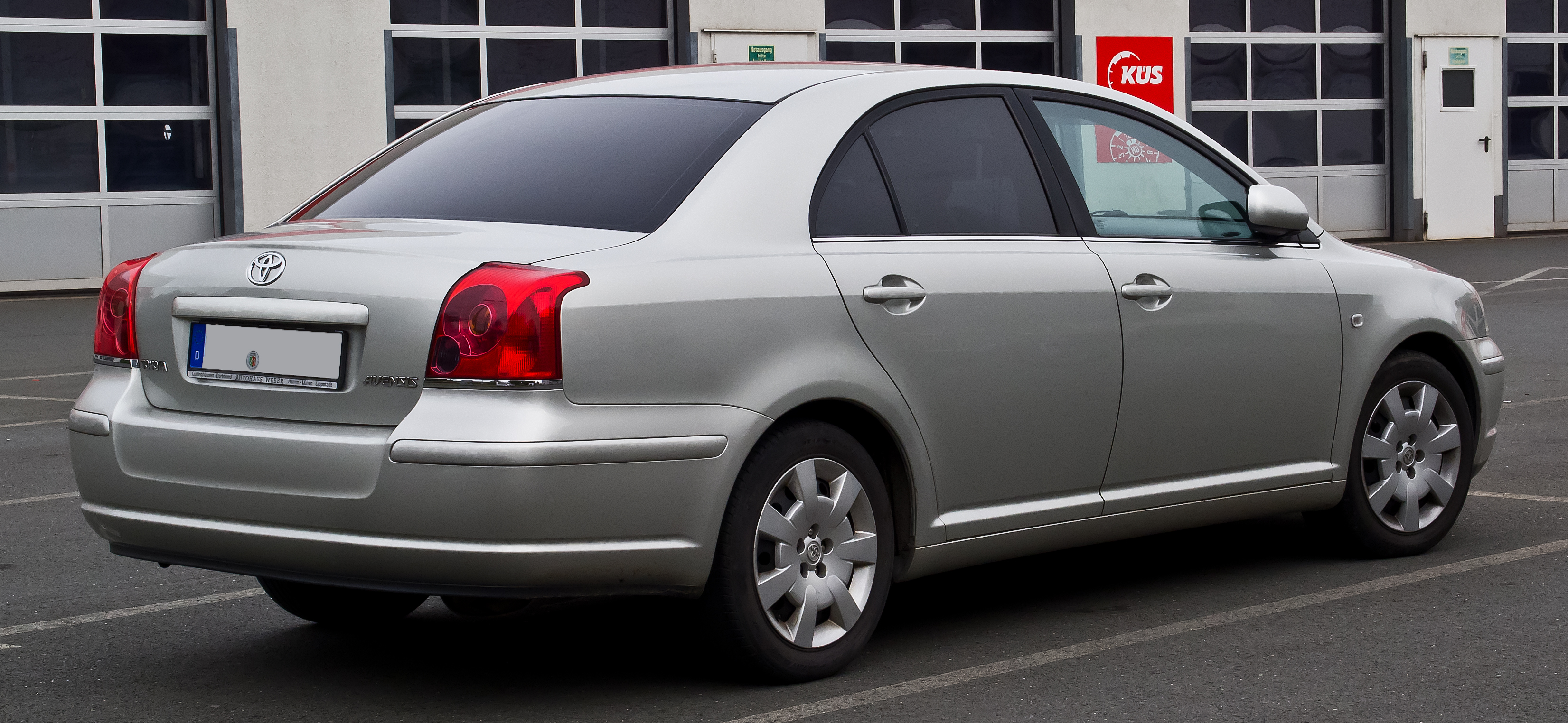
토요타 어벤시스(전기형 세단) 후측면

프레미오와 알리온의 플랫폼을 공유한 2세대는 2002년 12월에 볼로냐 모터쇼를 통해 공개되었다. 디자인은 프랑스에 위치한 토요타 유럽 디자인 센터에서 담당하였다. 2003년 1월 6일에 생산을 시작하고, 3월에 출시되어 유럽에서 먼저 판매가 시작되었다. 코드네임은 T250이였고, 바디 타입은 1세대와 마찬가지로 4도어 세단, 5도어 리프트백과 스테이션 왜건으로 총 3가지 형태가 있었다. 동년 10월 6일에 비스타의 후속 차종으로 넷츠 딜러를 통해 일본에서도 판매를 개시했는데, 1세대 스테이션 왜건 사양을 2세대 칼디나로 팔린 것을 제외하면 역대 어벤시스 중 최초로 일본에서도 판매된다. 기존의 넷츠 딜러에서 판매했던 아리스토와 알테자가 2005년에 렉서스 브랜드로 이관된 이후에는 넷츠 딜러에서 판매된 유일한 4도어 세단과 5도어 스테이션 왜건이었다. 2004년에 유럽 올해의 차에 선정되었고, 자동차 잡지인 왓카?에서는 2004년과 2005년에 각각 선정되었다. 엔진은 1.6, 1.8. 2.0, 2.4L VVT 가솔린과 2.0, 2.2L D-4D 디젤이 제공되었다. 변속기의 경우 출시 당시에는 5단 수동과 4단 자동이 제공되었으나, 2005년에 자동 변속기 사양이 5단으로 상승되었다. 2006년 5월에 마드리드 모터쇼에서 페이스 리프트 차종이 공개된 후 동년 6월에 유럽에서 먼저 감행하였고, 7월 31일에는 일본 사양도 동일하게 적용되었다. 페이스 리프트의 경우 사이드 미러에 턴 시그널 램프가 장착되었고, 앞 범퍼와 그릴에 약간의 변화를 줬다. 또한 내부의 경우 MP3/WMA/ASL-레디 오디오 시스템이 적용되었고, 시트에 천을 재료로 사용되었다. 온보드 컴퓨터를 갖춘 멀티 디스플레이과 조수석 쪽에 자동으로 헤드 라이트의 높이 조절이 가능하도록 적용되었다.

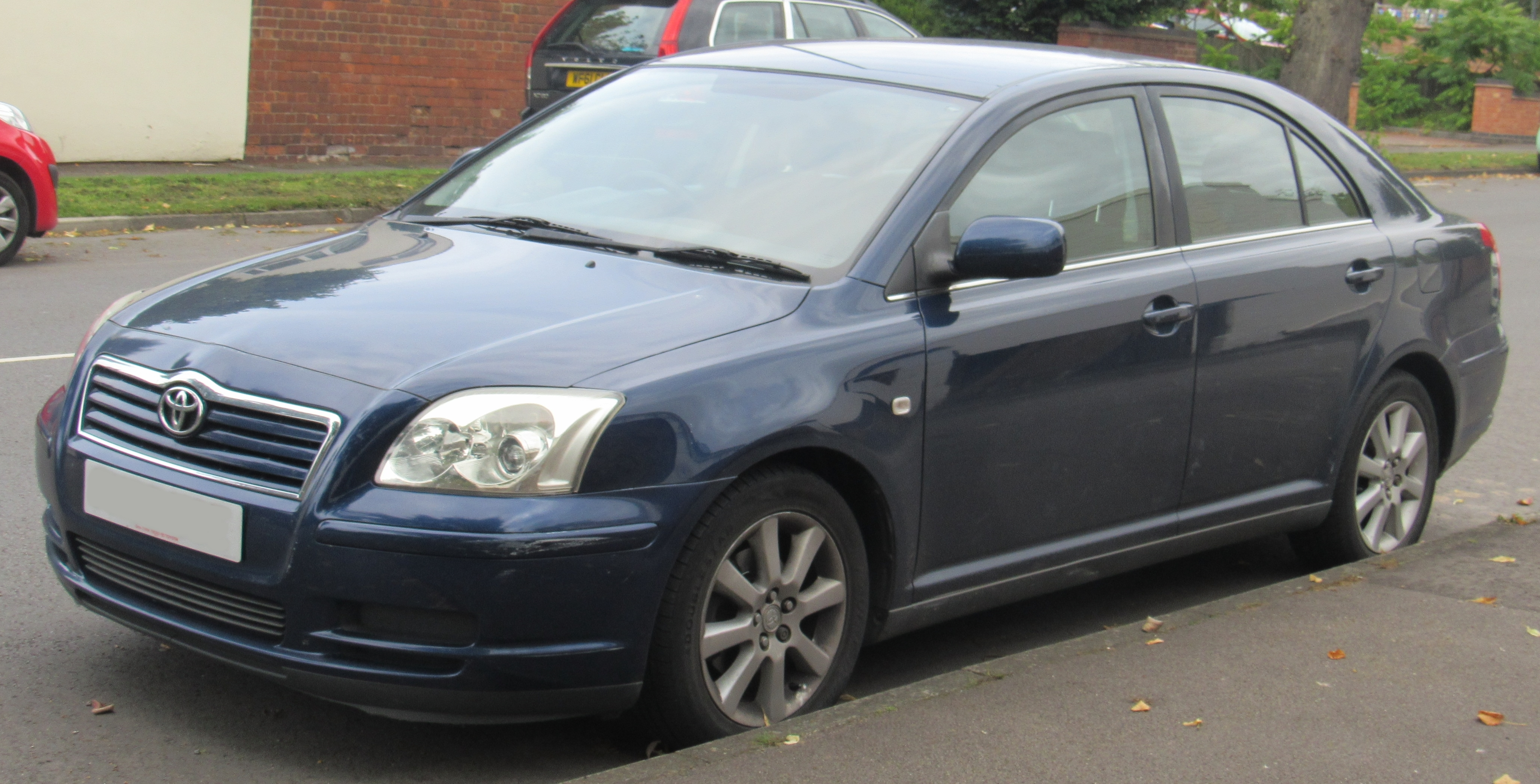
토요타 어벤시스(전기형 리프트백) 정측면
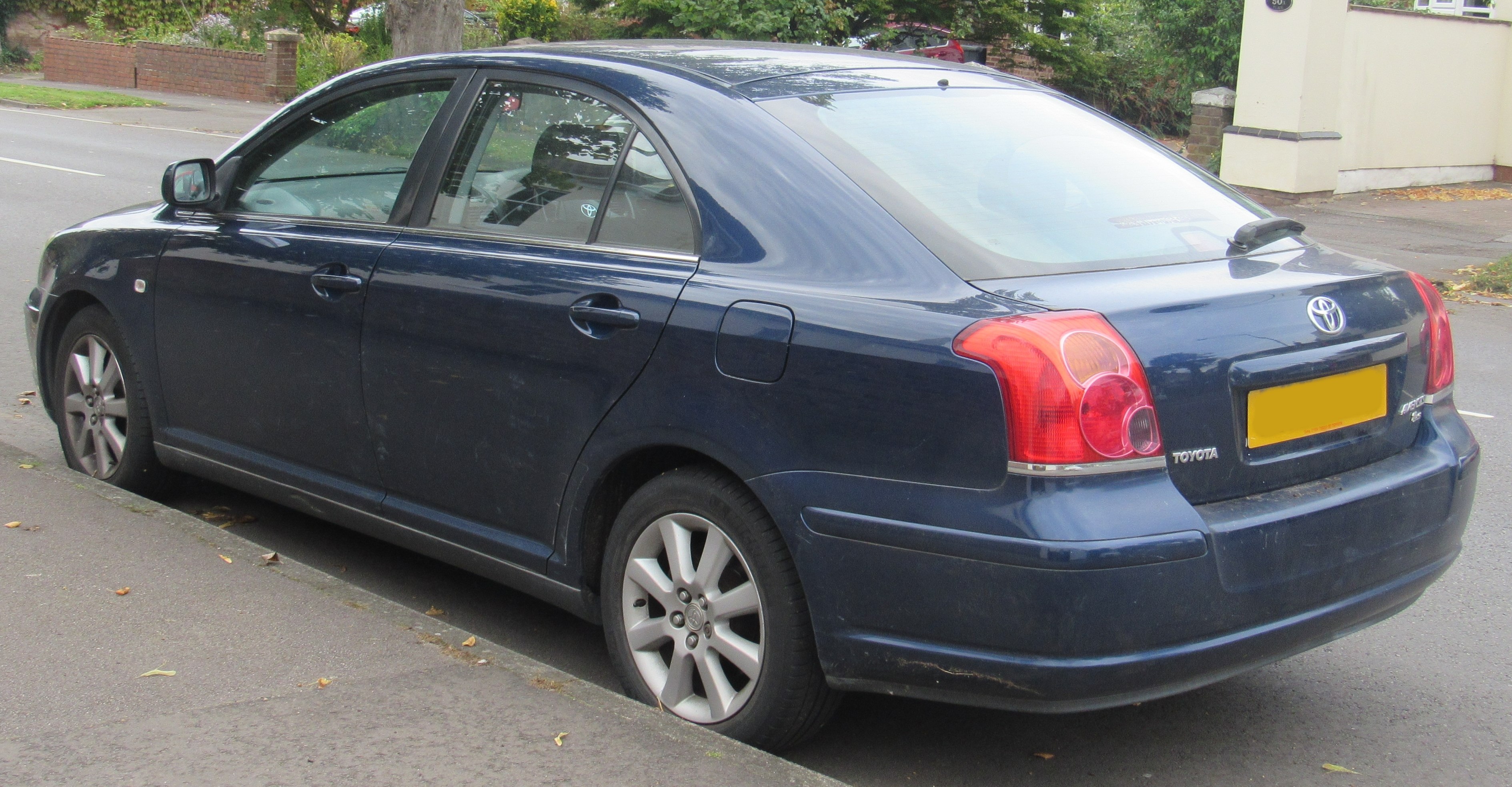
토요타 어벤시스(전기형 리프트백) 후측면
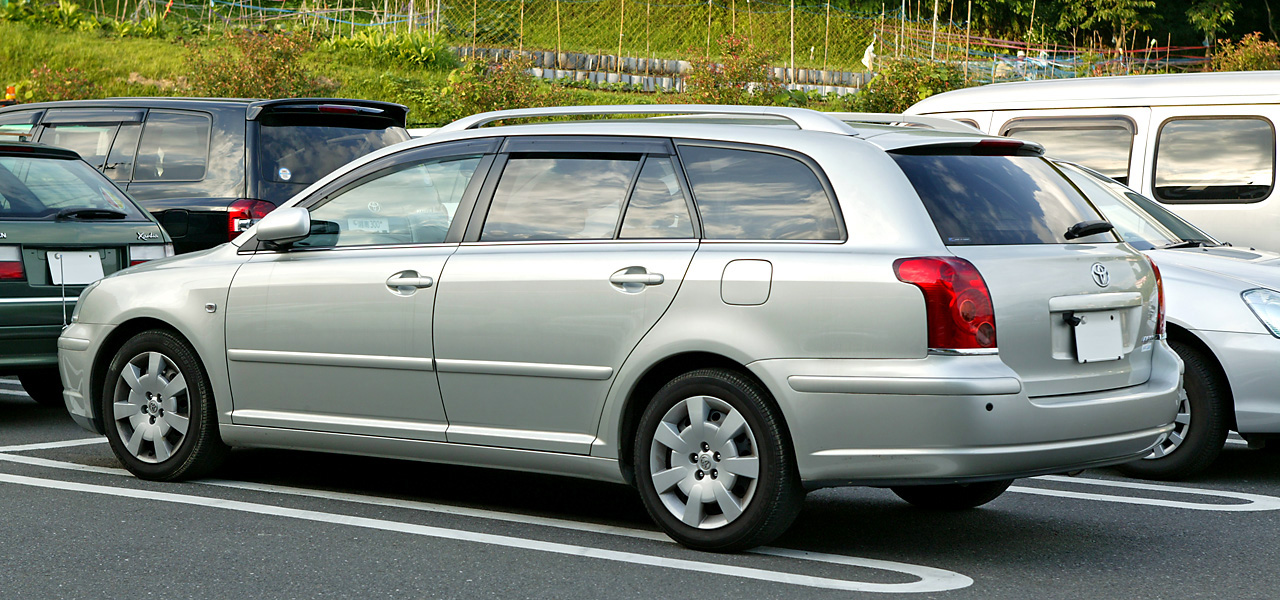
토요타 어벤시스(전기형 왜건) 후측면
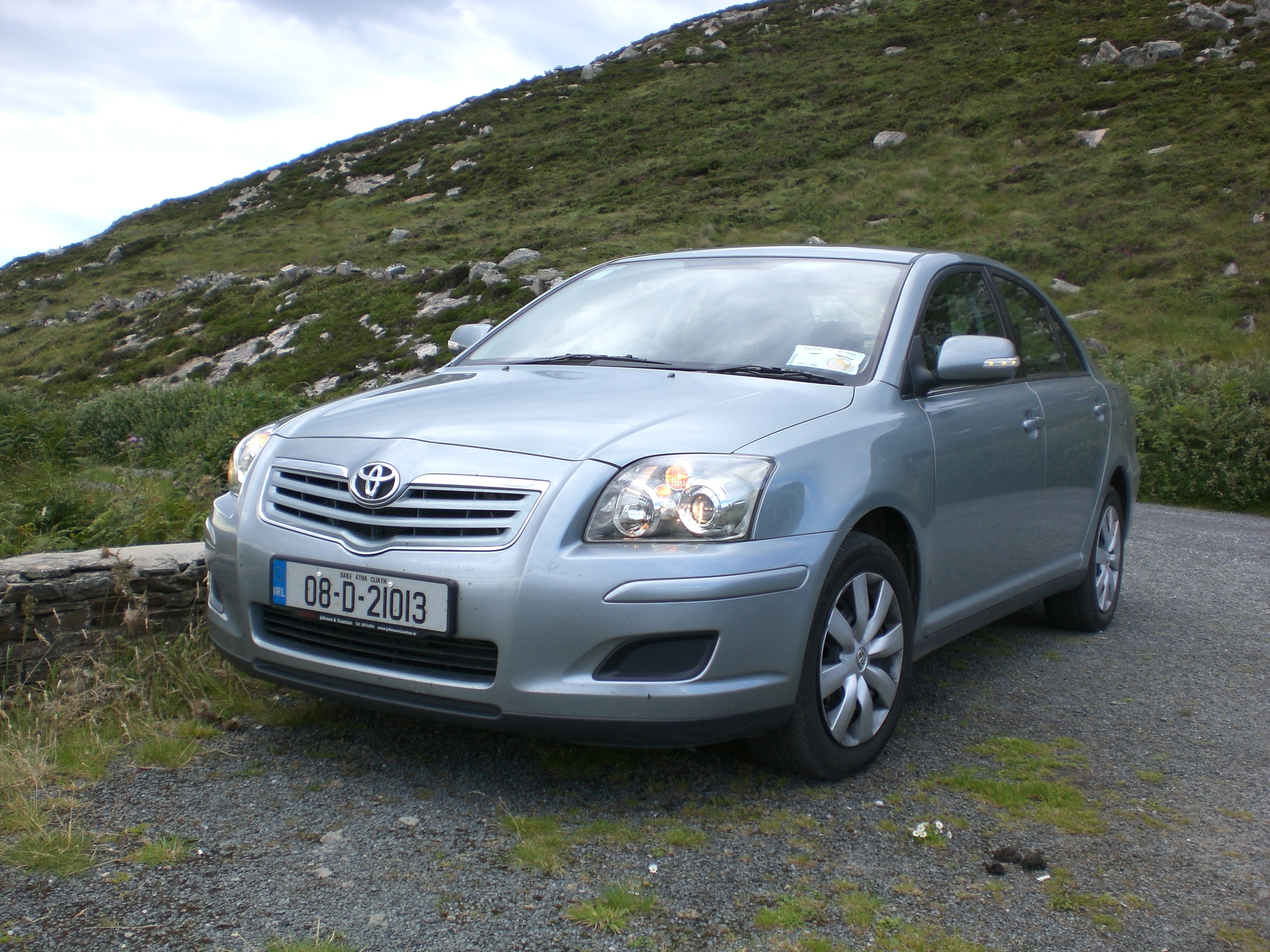
토요타 어벤시스(후기형 세단) 정측면
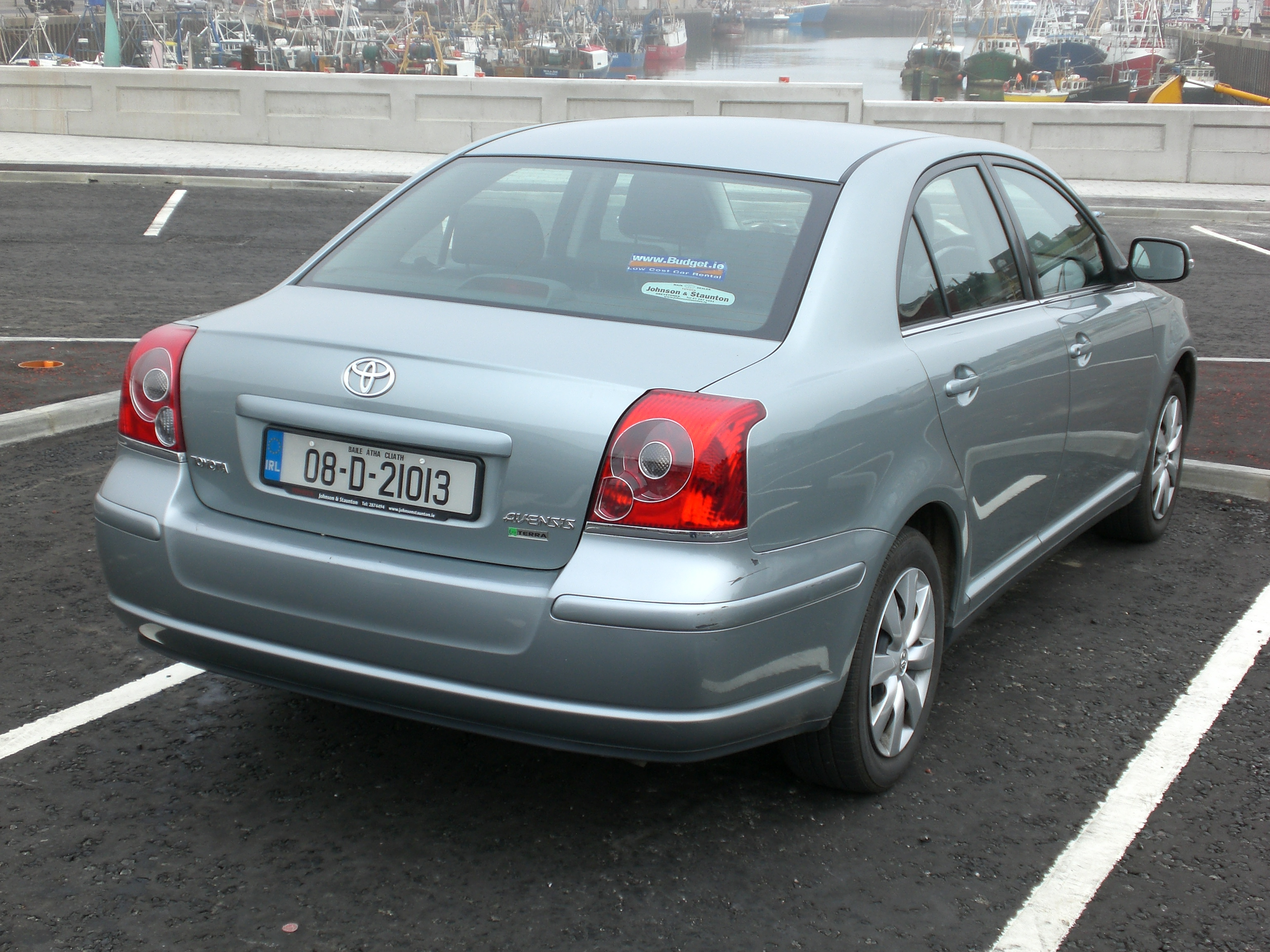
토요타 어벤시스(후기형 세단) 후측면
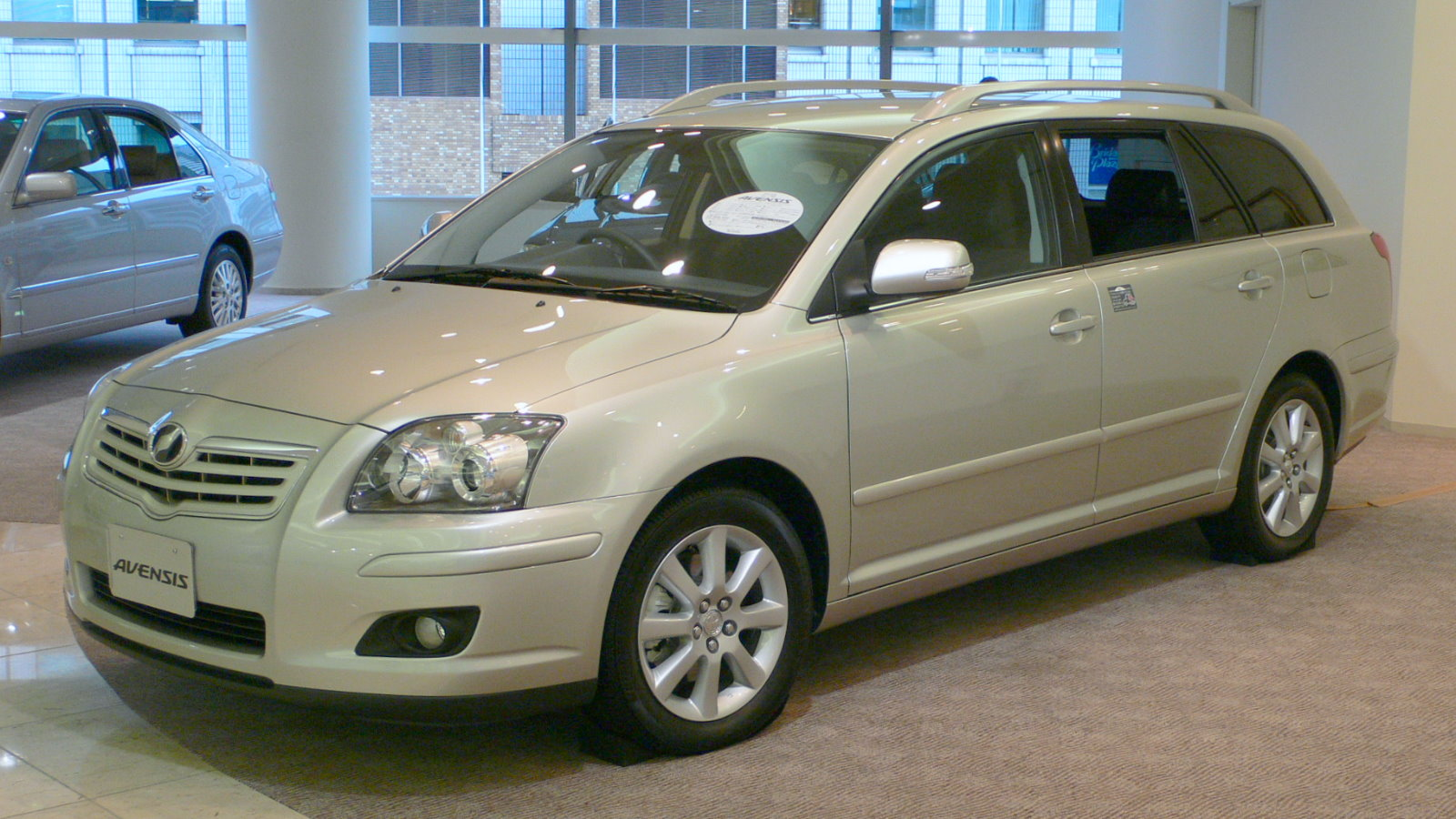
토요타 어벤시스(후기형 왜건) 정측면
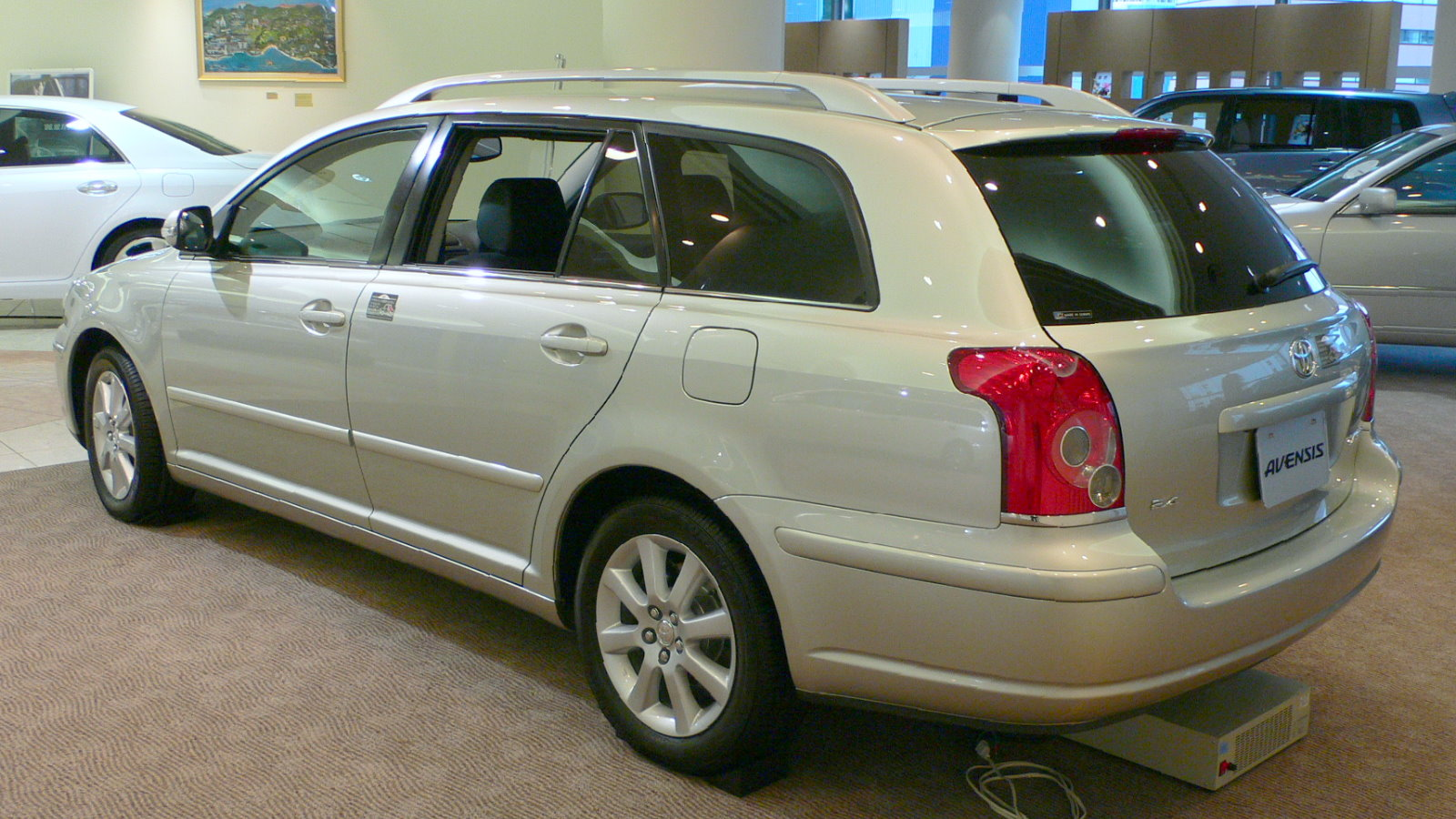
토요타 어벤시스(후기형 왜건) 후측면

## 3세대

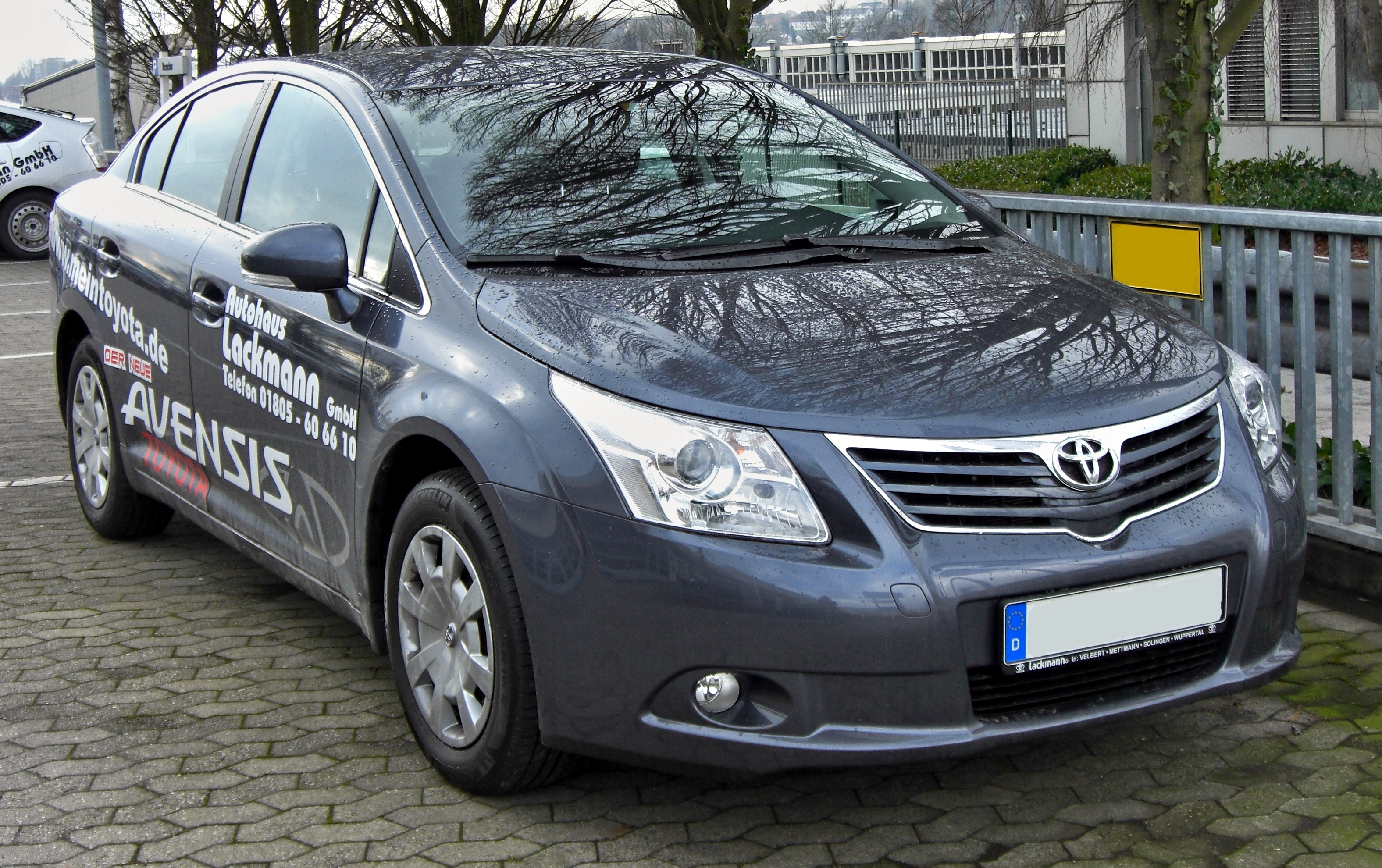
토요타 어벤시스(전기형 세단) 정측면

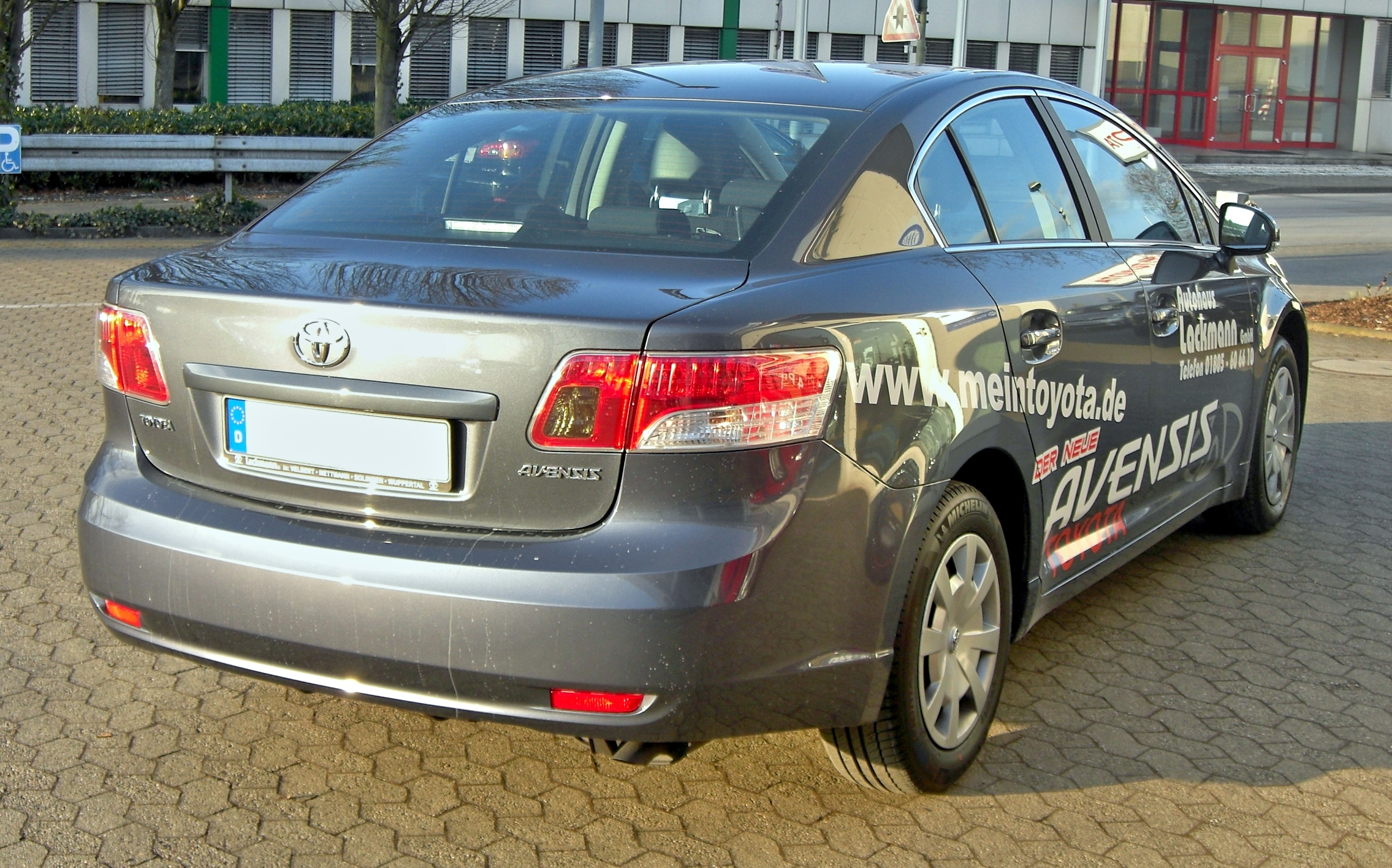
토요타 어벤시스(전기형 세단) 후측면

T270이라는 코드네임을 가진 3세대는 2008년 10월에 파리 모터쇼에서 공개되었고, 2009년 1월에 유럽에서 먼저 출시되었다. 2세대까지 있었던 5도어 리프트백이 없어졌고, 4도어 세단과 5도어 스테이션 왜건만 남았다. 2세대와 마찬가지로 디자인은 프랑스에 위치한 토요타 유럽 디자인 센터에서 담당하였으며, 2세대에 비해 부족한 느낌이 나면서도 훨신 뚜렷하고 다부진 스타일로 변화하였다. 공기 저항 계수는 세단이 0.28을, 스테이션 왜건은 0.29의 수치가 기록되었다. 가장 편안한 승차감을 유지하면서도 스포티한 핸들링을 유지하였고, 전륜에 맥퍼슨 스트럿을, 후륜에 더블 위시 본을 적용시켜 이전 방식을 계승하였다. 엔진은 1.6, 1.8, 2.0L 가솔린과 2.0, 2.2L 디젤이 있었고, 6단 수동변속기를 기본으로 멀티드라이브 S CVT가 장착되었으며, 150마력짜리 2.2L 디젤 엔진의 경우 6단 자동변속기도 선택할 수 있었다. 본래 2011년 5월 24일에 일본에서도 판매를 개시하려고 했지만, 2011년 3월에 일어난 도호쿠 대지진의 영향으로 한동안 보류되었다가 같은 해 9월 19일이 되어서야 판매가 개시되었다. 넷츠 딜러에서만 팔리던 2세대와는 달리 토요타, 토요펫트 딜러에서도 판매되었다. 2011년 9월에 프랑크푸르트 모터쇼에서 페이스 리프트 모델이 공개되었는데, 전반적인 디자인을 유지하되 그릴과 전조등의 변화를 준 것이 특징이다. 2012년 1월에 유럽 사양이 먼저 페이스 리프트를 감행하였다. 같은 해 2월 29일에는 일본 사양의 페이스 리프트를 발표하였고, 4월 16일에 일본 사양도 동일하게 적용되었다. 2015년 3월에 제네바 모터쇼에서 2차 페이스 리프트 모델이 공개되었고, 그 해 6월에 다시 한번 페이스 리프트를 거쳤다. 전·후면 외형과 실내 디자인이 바뀌었으며, 세이프티 센스라는 안전 장비가 추가되고, 2.0L 엔진을 대체하는 BMW제 유로 5 대응 N47 1.6L 디젤 엔진도 추가되었다. 또한 전조등은 Bi-Beam LED로 교체되었다. 그 해 10월 5일에 일본 사양도 동일하게 적용되었다. 2018년 4월 27일에 일본에서의 판매가 종료되었고, 8월에는 유럽에서도 라인업의 정리 정책으로 인해 후속 차종 없이 단종되었다. 대신에 동급 차종인 캠리가 유럽에서 재발매되었다.

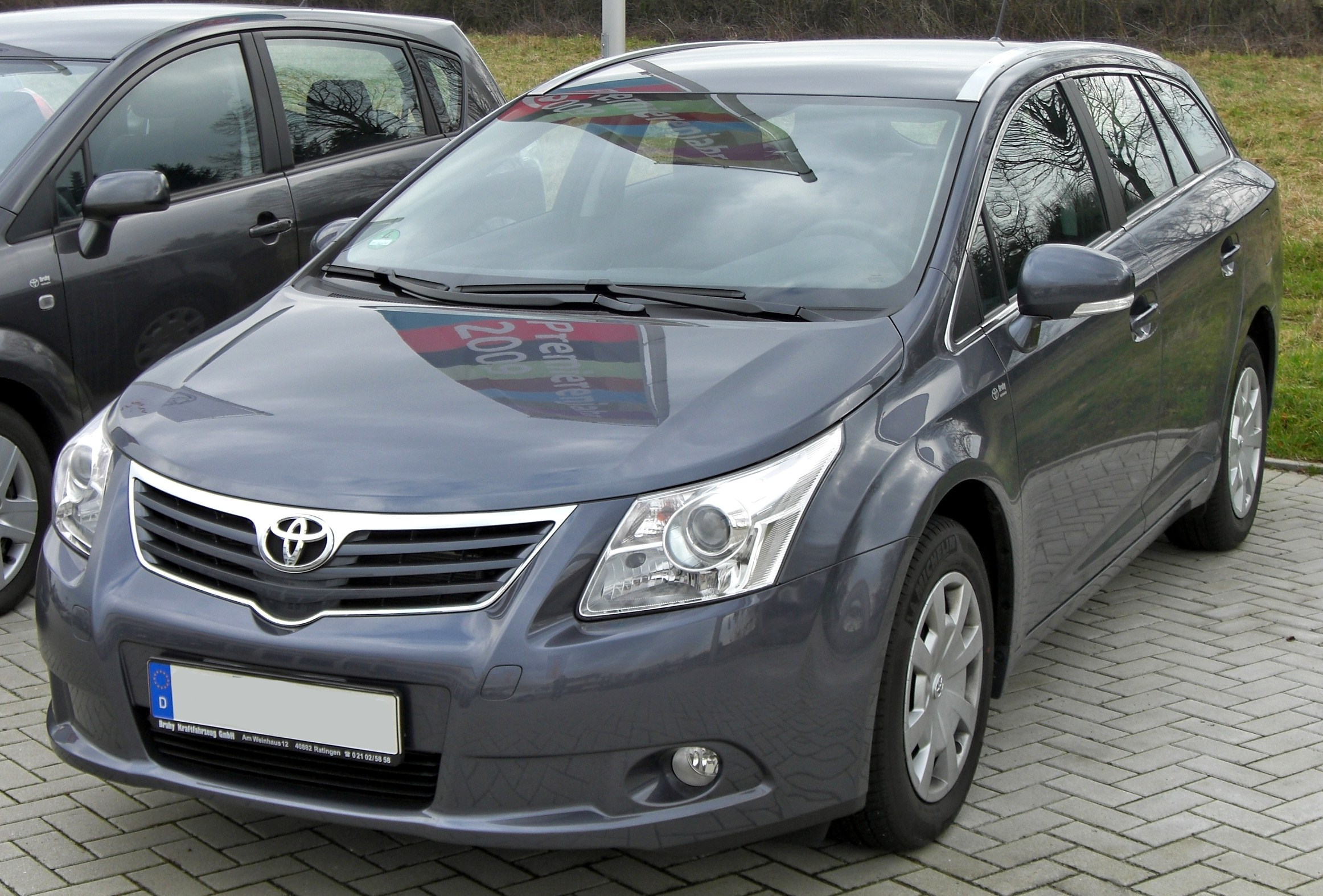
토요타 어벤시스(전기형 왜건) 정측면
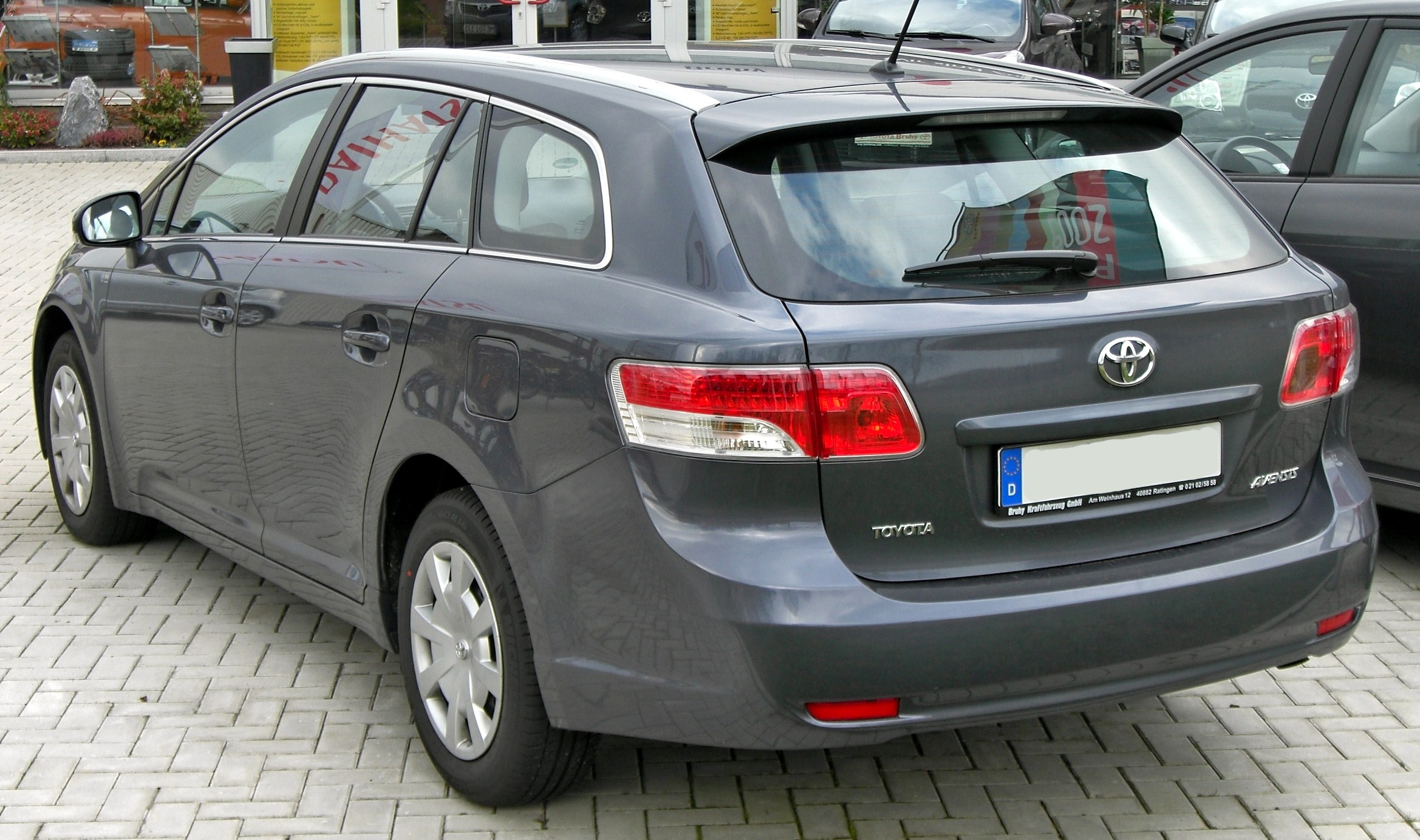
토요타 어벤시스(전기형 왜건) 후측면
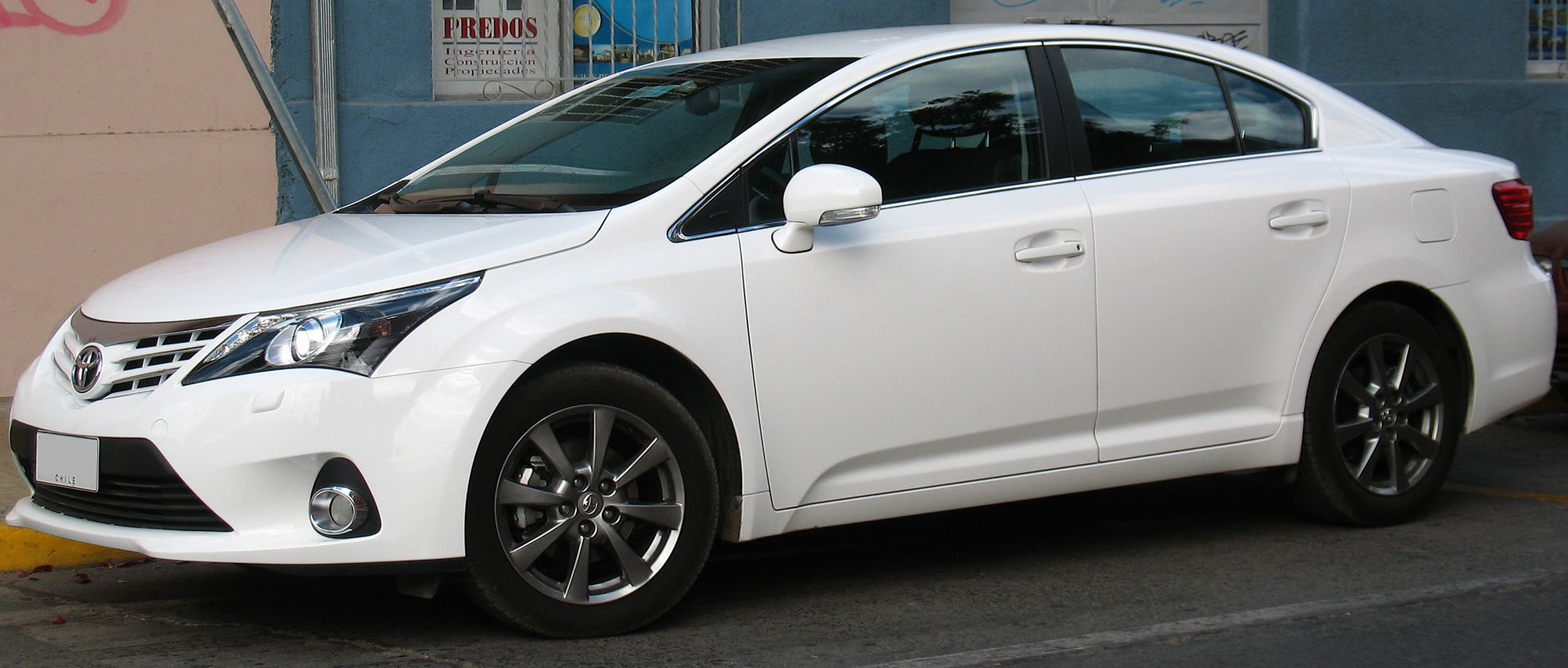
토요타 어벤시스(중기형 세단) 정측면
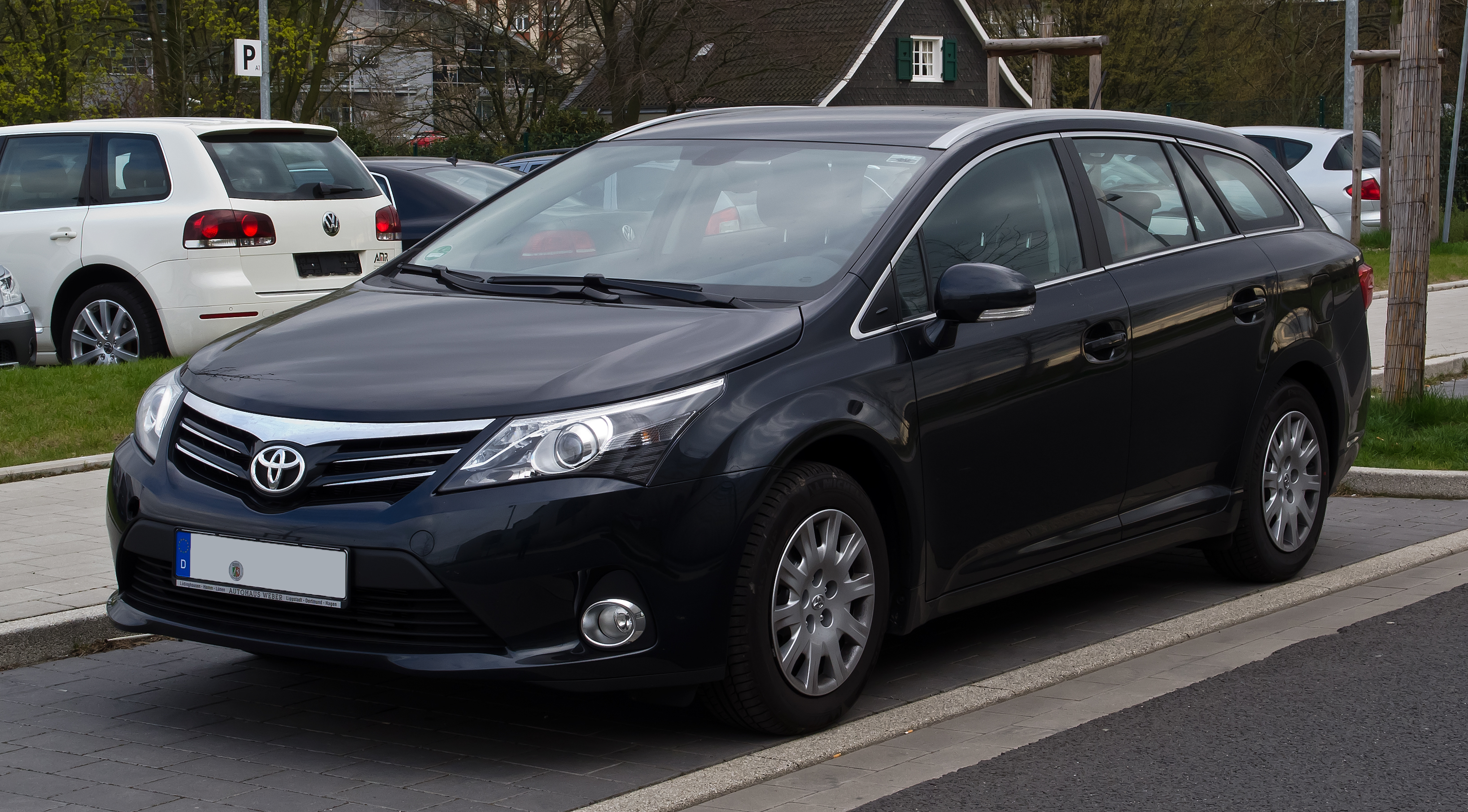
토요타 어벤시스(중기형 왜건) 정측면
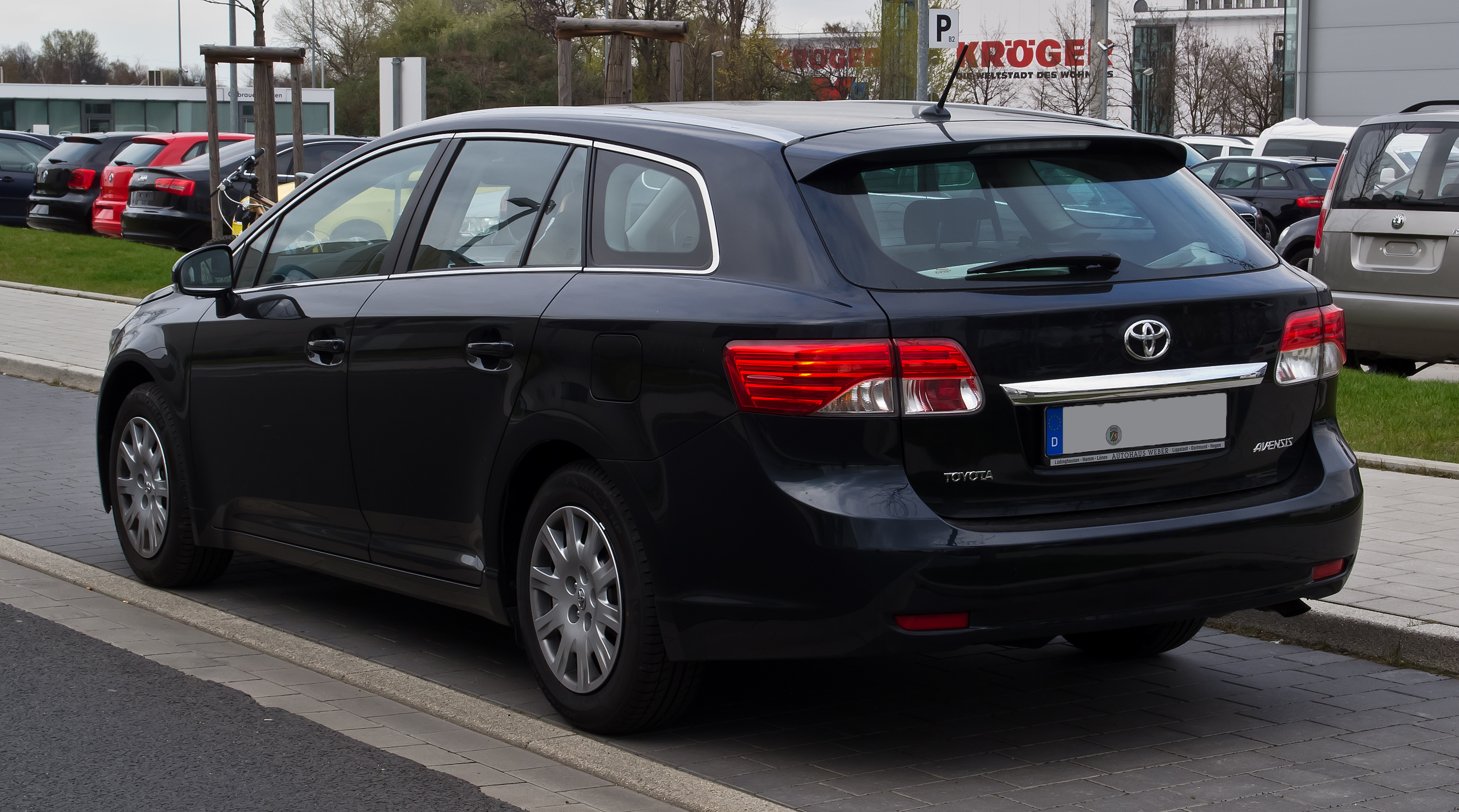
토요타 어벤시스(중기형 왜건) 후측면
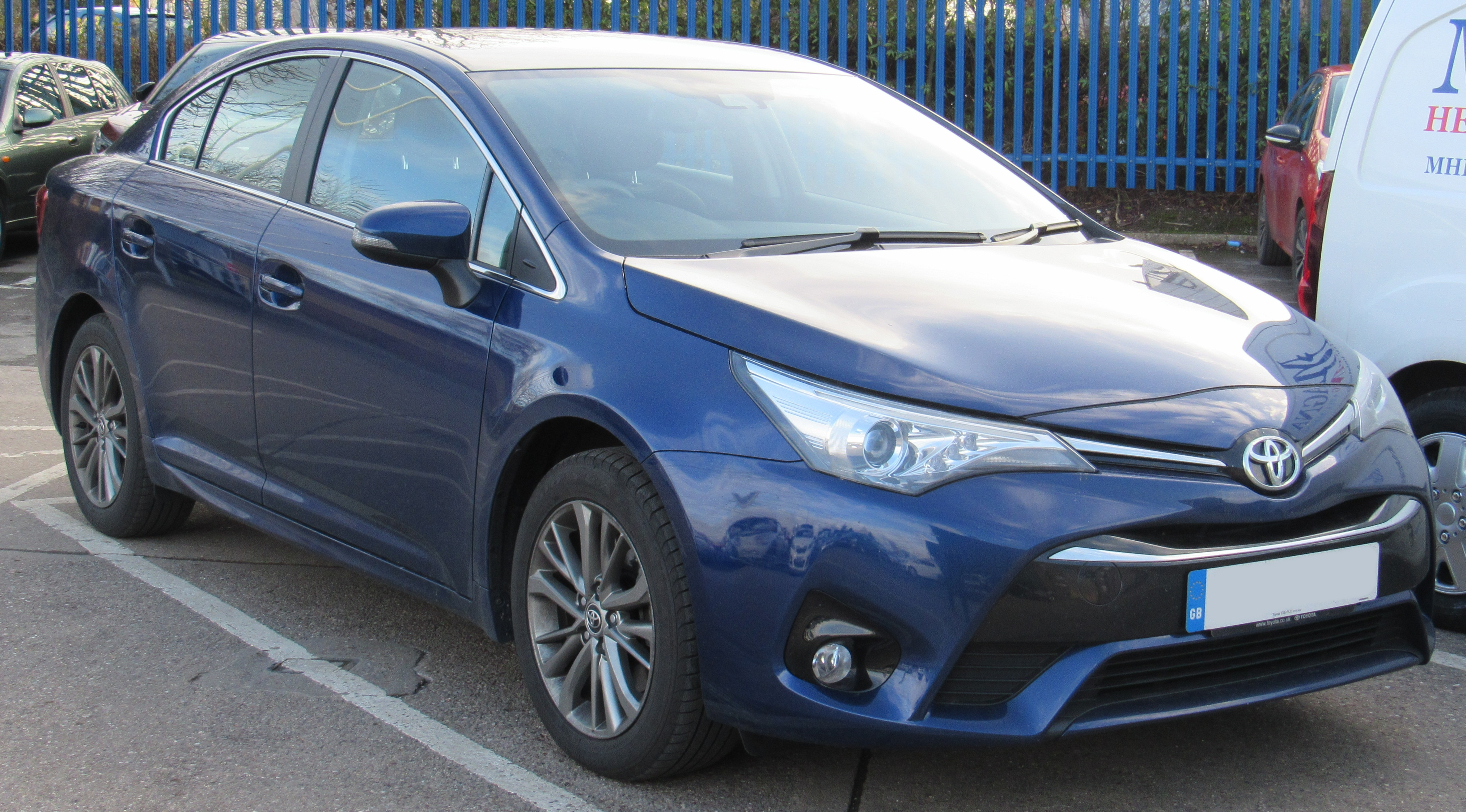
토요타 어벤시스(후기형 세단) 정측면
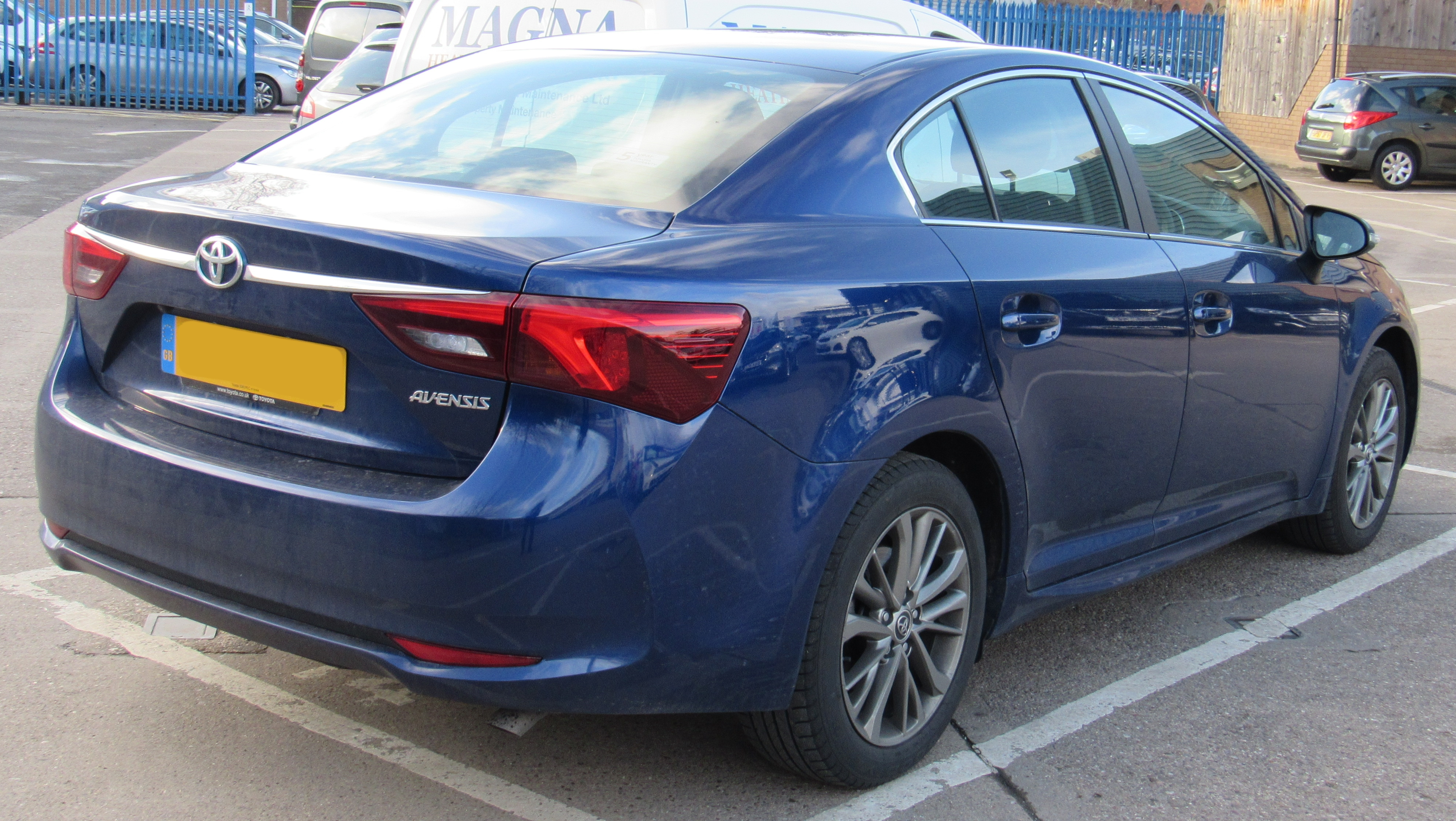
토요타 어벤시스(후기형 세단) 후측면
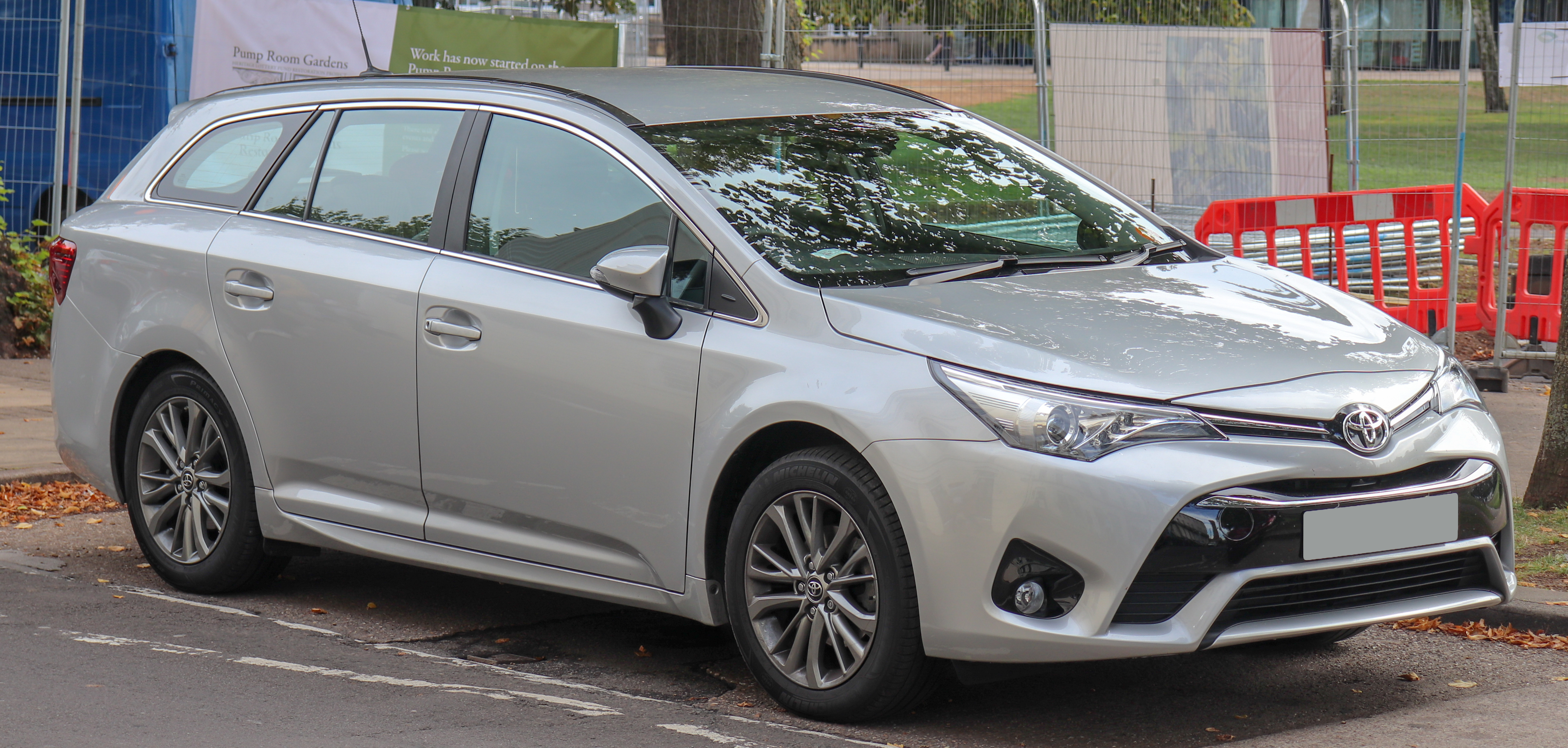
토요타 어벤시스(후기형 왜건) 정측면
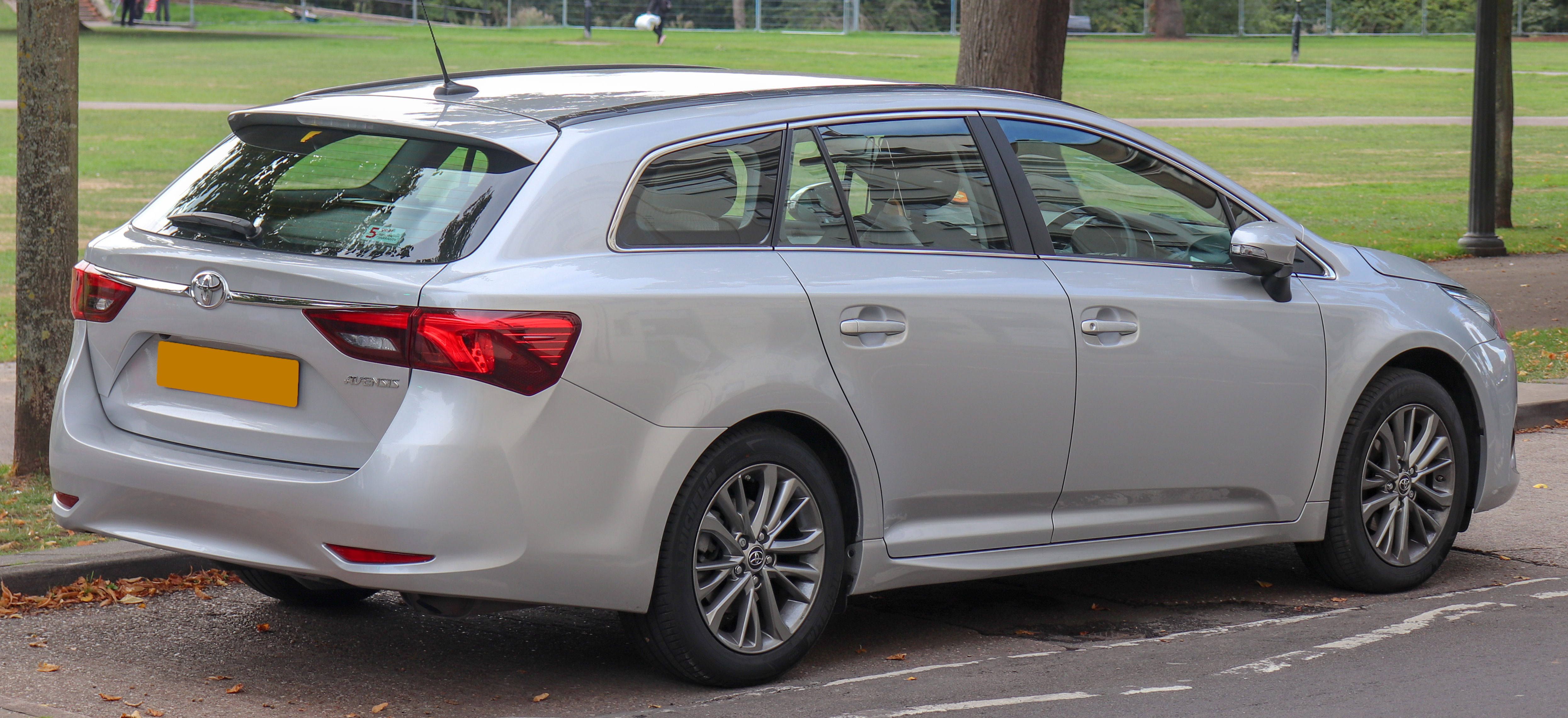
토요타 어벤시스(후기형 왜건) 후측면